# Royal de luxe
Pour les articles homonymes, voir Luxe.
 (juin 2021).
Si vous disposez d'ouvrages ou d'articles de référence ou si vous connaissez des sites web de qualité traitant du thème abordé ici, merci de compléter l'article en donnant les références utiles à sa vérifiabilité et en les liant à la section « Notes et références ».
Royal de Luxe est une compagnie de théâtre de rue française, fondée en 1979, à Aix-en-Provence par Jean-Luc Courcoult, auteur et metteur en scène, Véronique Loève et Didier Gallot-Lavallée, et basée à Nantes depuis 1989. Association loi de 1901, elle est soutenue par la ville de Nantes, le ministère de la Culture et la DRAC des Pays de la Loire.

## Chronologie de la compagnie

### Les débuts
L'année 1968 constitue une rupture majeure dans l'histoire sociale et politique du pays. Pour la création artistique, il y a aussi un avant et un après 1968. Se confronter à la société, être au cœur de la ville, aller à la rencontre de la population : les artistes, futurs pionniers du théâtre de rue, investissent l'espace public. Royal de Luxe s'inscrit dans leur lignée lors de sa création.
La compagnie Royal de Luxe est fondée en 1979, à Aix-en-Provence, mais s'installe rapidement au hameau de La Taule, entre Saint-Jean-du-Gard et l'Estréchure, petite commune cévenole, autour de Jean-Luc Courcoult, Véronique Loève et Didier Gallot Lavallée étudiants en rupture avec le système d’enseignement académique.
Les débuts de l’équipée sont ceux d'une compagnie de rue : pas de chauffage, pas d’argent. Mais, les contraintes, engendrées par le manque de moyens, stimulent l’imaginaire des membres de la compagnie qui possèdent le goût du travail collectif, de la récupération et du détournement d'objets : baignoires, aspirateurs, lits s’animent et deviennent les protagonistes d’un monde extraordinaire. Royal de Luxe commence à se distinguer par ses performances, avec Le Cap Horn (1979), Les Mystères du grand congélateur (1980), Publicité Urbaine (1982-1983), Le Bidet cardiaque et La demi-finale de Waterclash (1983).
La troupe quitte Saint-Jean-du-Gard fin 1984, pour vivre dans un château en Haute-Garonne près de Lavaur. La municipalité tolère l’occupation des lieux, mais n’accorde aucune aide financière. Royal de Luxe continue son exploration de différentes formes de théâtre de rue : 
- des spectacles de places: "la structure de ces mises en scène a généré un langage principalement basé sur l'utilisation d'un espace à l'intérieur d'un rectangle, dans lequel est privilégié, suivant différentes stratégies, un rapport frontal au spectateur. Ce rectangle scénique, même s'il créé un intérieur autonome, s'installe chaque fois dans un lieu rigoureusement choisi pour ses connotations morphologiques et sa charge symbolique pour la ville dans laquelle le spectacle est présenté"(tel le spectacle La demi-finale du Waterclash dont Jean-Luc Courcoult parle comme étant "10 minutes de choc esthétique (...) C'est l'exhibitionnisme de la douleur, un spectacle sur la violence et l'appétit de la violence").
- des spectacles ambulants ou parades (comme Les Grands mammifères ou l'incroyable histoire d'amour entre un cheval et une péniche joué à Toulouse dans le cadre du festival "Scènes de rue" en 1985.
- Des situations imaginaires : "forme fondée sur la rencontre avec le public, tous les jours, à la même heure, dans un même lieu, à partir d'un évènement insolite"(La Maison dans les arbres).
Ces spectacles tournent en France et en Europe, notamment en Allemagne et en Italie. La troupe voit ses créations diffusées à l'étranger, notamment grâce au succès de Parfum d'amnésium (créé en 1985 et plus connu sous le nom de Roman Photo tournage, spectacle de place joué à l'occasion du concours Théâtre en gare organisé par la SNCF en collaboration avec le Ministère de la Culture : il remporte le Rail d'or).

### Reconnaissance institutionnelle
1987 est une année tremplin pour la compagnie : le spectacle Roman photo tournage lui accorde la reconnaissance institutionnelle ce qui lui permet de faire des représentations à l'international. Il est joué 240 fois dans 22 pays d'Europe, d'Amérique latine, mais également en Afrique et en URSS.
L'année suivante, Royal de Luxe s'installe dans le Sud du Maroc pour y faire une longue résidence. Sous l'impulsion de Sylvie Depont, l'association française d'action artistique (l'organe culturel des affaires étrangères) lui donne carte blanche pour effectuer son travail de création en Afrique. Le but : découvrir des formes théâtrales en allant puiser de l'inspiration dans les souks, lieux de concentration des publics. Roman Photo est joué à Marrakech et Casablanca.
En 1989, la mairie de Toulouse lui refuse son soutien financier. Royal de Luxe lance un appel dans la presse nationale pour trouver un lieu d'implantation. Nantes met à sa disposition l'un des grands hangars du site des anciens chantiers navals Dubigeon.
Là commence la création d'un spectacle qui marque un tournant pour la compagnie : La véritable Histoire de France. Ce spectacle est présenté pour la première fois à Avignon ; l'une des plus grandes manifestations internationales de spectacle vivant contemporain aujourd'hui, sur la place du Palais des Papes, en juillet 1990, avant de tourner dans dix villes coproductrices, puis en Europe en 1991.
En 1992, l'équipe traverse l'océan Atlantique à destination de l'Amérique du Sud, à bord d'un cargo, le Melquiadès-Ville de Nantes, avec le groupe Mano Negra, rejoints par la compagnie du chorégraphe Philippe Decouflé (dont Christophe Salengro faisait partie à l'époque) et celle du marionnettiste Philippe Genty.
C'est l'opération Cargo 92, anniversaire anti-conventionnel de la rencontre entre l'Europe et les Amériques (1492-1992). Ce voyage est co-financé par la Ville de Nantes. L'une de ses rues, la rue Jules Verne, est reproduite à l'identique à bord du bateau par les soins de Royal de Luxe.
La véritable histoire de France est jouée 16 fois en Amérique Latine dans 8 villes différentes (Caracas au Venezuela, Bogota et Carthagène en Colombie, Saint-Domingue en République dominicaine, Rio de Janeiro et São Paulo au Brésil, Montevideo en Uruguay et Buenos Aires en Argentine), accompagnée de trois parades. En France, deux représentations et une parade seront jouées en 1992.
Royal de Luxe se voit attribuer le statut de compagnie "hors commission". Cela lui garantit l'attribution de subventions directement négociées avec l'État, sans le passage en commission de pairs et d'experts.

### La compagnie à travers le monde
De retour d'Amérique Latine, la compagnie consacre quatre mois à la création des Embouteillages, dans lequel une vingtaine de véhicules parcourent la ville entre 7h30 et 9h. La performance est organisée sans rendez-vous avec le public, ce qui devient une forme appréciée par Royal de Luxe. C'est ce que Jean-Luc Courcoult appelle les "accidents de spectacles".
L'année 1993 est marquée par l'arrivée des Géants. Le Géant tombé du ciel est le premier spectacle joué à l'échelle d'une ville sur trois jours, celle du Havre. Le Géant voyage durant toute l'année 1994 : à Calais, pour l'ouverture du tunnel sous la Manche, à Nîmes, à Nantes, et à Bayonne. Sa visite impromptue est toujours un triomphe, et Royal de Luxe prépare d'autres aventure dans cette lignée.
Par la suite, la compagnie créée, puis présente une quarantaine de fois, à partir de 1995, Le Peplum (péplum pharaonique, théâtral et parodique).
Elle s'engage en 1997 dans une résidence artistique de six mois et s'installe à Foulou dans le nord du Cameroun. Royal de Luxe revient de ce voyage en 1998 avec le personnage du Petit Géant. Ce dernier mesure 6 mètres de haut.
De cette résidence naît Retour d'Afrique qui est présenté en 1998 dans quatre villes (au Havre, du 5 au 7 juin, à l'invitation de la Scène nationale Le Volcan ; à Nantes du 26 au 28 juin, à l'invitation de la ville de Nantes ; à Calais, du 11 au 14 juillet, dans le cadre de la programmation de la Scène Nationale Le Channel ; et à Anvers, du 6 au 9 août, à l'invitation du Festival Zomer van Antwerpen).
Les deux spectacles suivants sont également inspirés du travail mené au Cameroun.
En 1999, Royal de Luxe crée un spectacle plus léger : Petits contes nègres titre provisoire , un spectacle constitué de neufs contes africano-européens. Le spectacle fait une tournée en Europe et au Chili.
En août 2000, la compagnie reprend les spectacles de Géants avec des Girafes d'une dizaine de mètres de haut. Elles passeront au Havre, à Calais et à Nantes (Les chasseurs de girafes).
En 2001, Royal de Luxe s'envole pour la Chine pour une résidence artistique de trois mois dans le village de Guan Cun situé au nord du désert de Gobi. Ensuite, la compagnie revient à Nantes avec ː Petits contes nègres revus et corrigés par les nègres. Ce spectacle partt en tournée au Vietnam, en Corée puis dans plusieurs villes françaises.
En 2003, Soldes ! Deux spectacles pour le prix d'un est joué anonymement sous le nom d'une troupe amateur, « Le tréteau des Ménestrels », dans plusieurs villes et villages d'Auvergne dont Aurillac, l'un des plus importants festivals internationaux du théâtre de rue. Véritable retour aux sources, ce spectacle est joué dans plusieurs villes de France avant de faire une tournée internationale.
En 2005, dans le cadre du festival international de théâtre Santiago a Mil au Chili, le spectacle Roman photo est repris par la compagnie chilienne Gran Reyneta dans une mise en scène de Jean-Luc Courcoult, en coproduction avec Royal de Luxe.
La même année est créée La Visite du sultan des Indes sur son éléphant à voyager dans le temps. Le spectacle a lieu à Nantes, puis à Amiens, dans le cadre de la commémoration de la mort de Jules Verne, avant de partir pour Londres, Anvers, Calais et le Havre. C'est le premier spectacle gratuit d'une telle envergure dans la capitale anglaise. C'est à ce moment qu'apparaissent pour la première fois la Petite géante et l'Éléphant.
En 2007, Jean-Luc Courcoult imagine une histoire mettant en scène la Petite Géante avec le Rhinocéros (ce dernier avait été présenté pendant trois mois à l'exposition universelle de Lisbonne en 1998). Le spectacle se joue au Chili et rencontre un véritable succès : plus de deux millions de chiliens font un triomphe à la compagnie.
La même année, dans le cadre de la biennale d'art contemporain Estuaire, Jean-Luc Courcoult imagine une œuvre qui s'inscrit dans le Land Art et reproduit à l'identique la maison du port, ancienne auberge située sur le port de Lavau-sur-Loire. La structure est partiellement immergée dans la Loire. Cette œuvre pérenne s'appelle Maison dans la Loire. Elle est actuellement toujours visible à Couëron en Loire-Atlantique.
À l'automne, Royal de Luxe crée le « théâtre de vitrine », avec La Révolte des mannequins. Pendant neuf jours, telle une bande-dessinée urbaine, elle prend possession des vitrines de magasins de Charleville-Mézières pour le vingtième anniversaire de l'école de la Marionnette. Il s'ensuit une tournée internationale à Berlin, Nantes, Perth, Maastricht, Wellington...
En 2009, la saga des Géants continue avec pour personnages principaux le Scaphandrier et la Petite Géante. La Géante du Titanic et le Scaphandrier est une création proposée dans le cadre de "Estuaire 2009". C'est la deuxième édition de la biennale d'art contemporain à Nantes sous la direction de Jean Blaise (qui devient par la suite Le Voyage à Nantes)
Les deux protagonistes ont parcouru le monde de Nantes (2009) à Santiago (2010) en passant par Berlin (à l'occasion de l'anniversaire de la chute du Mur en 2009) et Liverpool (à l'occasion du centenaire du naufrage du Titanic en 2012) attirant des millions de spectateurs.
En 2010, le public mexicain assiste à l'arrivée d'El Campesino, l'oncle de la Petite Géante et du Xolo, chien mexicain sacré chez les Aztèques, créé à l'occasion du spectacle Le Géant de Guadalajara. Invité par la présidence du Mexique, Royal de Luxe a présenté son spectacle à l'occasion du bicentenaire de l'Indépendance du Mexique et les 100 ans de la Révolution mexicaine. Il attire 3,5 millions de spectateurs. À l'occasion de cette représentation, une grande fresque murale de 10 mètres de long, peinte à la manière de Diego Rivera, représentant les personnages et les moments importants de l'Histoire mexicaine, apparaît dans les rues de Guadalajara.
En mai 2011, les nantais font la connaissance du Xolo dans le spectacle éponyme, dernier né de la saga. Un second Mur tombé du ciel fait irruption place de la Bourse en mai 2011. La ville de Nantes décide de garder la fresque. Elle se situe désormais place Alexis Ricordeau.
2012 est une année florissante pour Royal de Luxe qui va notamment connaître un immense succès avec L'Odyssée de la mer, spectacle présenté à l'invitation de la ville de Liverpool du 20 au 22 avril. Cet épisode de la saga des Géants a été créé pour célébrer le centenaire du naufrage du Titanic.
Par la suite, Rue de la Chute, spectacle de place qui reprend l'histoire de la conquête de l'Ouest, a conquis le public. Il a tourné notamment à Nantes, Anvers, Paris et Aurillac.
En 2014, l'histoire Le Mur de Planck présente le personnage de la Grand-mère, témoin de la Grande histoire et des petites histoires. C'est le premier Géant doté de la parole cependant elle ne possède pas un langage compréhensible pour les humains, elle est donc accompagnée d'un traducteur. Le titre du spectacle fait référence aux recherches sur les quanta du physicien Max Planck, prix Nobel 1918. Selon lui, il est impossible d'expliquer quoi que ce soit de l'univers dans la période qui précède le Big Bang. Le mur qui s'y oppose s'appelle le Mur de Planck. Jean-Luc Courcoult affirme que derrière ce mur se cache un pays peuplé de Géants. Parmi eux, une douce Grand-mère quitte ce monde éloigné des humains pour sillonner les rues de Nantes et raconter ses mémoires.
Quelques mois plus tard, Royal de Luxe est invité à Liverpool pour Mémoires d'Août 1914 qui met en scène la Grand-mère, la Petite Géante et le Xolo. Ce spectacle est labellisé par la mission 14-18NOW et inaugure les commémorations de la Première Guerre mondiale.
La compagnie part ensuite en Irlande et présente La Grand-mère tombée de la galaxie dans un champ du Munster dans le cadre de Limerick Capitale Nationale de la Culture. Ce spectacle témoigne à la fois de la véritable histoire de Limerick et des légendes de la ville.
En 2015, L'incroyable et phénoménal voyage des Géants dans les rues de Perth fait l'ouverture du Festival international des Arts de Perth en Australie C'est un moment important : la communauté aborigène y fait la rencontre de la petite Géante et du Scaphandrier et les maquille lors d'une cérémonie. Ce spectacle a lieu à l'occasion des célébrations du centenaire de la Première Guerre mondiale, plus précisément pour commémorer la bataille de Gallipoli au cours de laquelle de nombreuses troupes aborigènes ont été sacrifiées.
En mai 2017, Royal de Luxe est convié à Montréal par la société des célébrations du 375e anniversaire de la ville. C'est un moment historique pour le Canada qui accueille pour la première fois les Géants sur le sol de l'Amérique du Nord.
En juillet 2017, à l'occasion des festivités du 500e anniversaire de la ville, Royal de Luxe retourne au Havre, ville avec laquelle la compagnie a un lien privilégié car c'est la première à avoir accueilli un spectacle de Géants. Le spectacle Franciscopolis mettait en scène le Petit géant et le Scaphandrier.
La compagnie est ensuite partie à la rencontre du public suisse à Genève pour raconter une histoire mettant en scène la Petite Géante et la Grand-mère : Le chevalier du temps perdu qui a été présenté sur invitation du Théâtre de Carouge - Atelier de Genève et de la Ville de Genève.
Dans le même temps, une petite forme théâtrale voit le jour : Miniatures. Ce spectacle, qui prend le contrepied des imposants formats proposés par la compagnie, retrace les rêves d'un pilote de ligne qui parcourt l'actualité du monde au-dessus des nuages. La tournée du spectacle a lieu en 2017 et 2019 à Villeurbanne, Malines et Anvers (Belgique), Nantes/Saint-Herblain, Calais et Santiago au Chili.
Royal de Luxe est invité à Leeuwarden, aux Pays-Bas, fraîchement nommée Capitale Européenne de la Culture 2018. La compagnie y présente le spectacle Grand patin dans la glace avec la Petite Géante, le Xolo, et le Scaphandrier. Un bloc de glace géant contenant un patin préhistorique, signe annonciateur du spectacle, apparaît dans la ville quelques jours avant l'arrivée des Géants.
En octobre 2018, se joue Le rêve de Liverpool, troisième et dernière invitation des géants à Liverpool qui vient conclure la saga dans la ville. Jean-Luc Courcoult fait ses adieux à la ville avec beaucoup d'émotion et affirme avoir développé une véritable connexion avec ses habitants.
En 2019, avec le soutien de Nantes Métropole, des Villes de Nantes et Saint-Herblain, la compagnie se lance dans un projet artistique pluriannuel ambitieux intitulé Grand Bellevue qui accompagne le plan de renouvellement urbain de ce quartier. L'objectif est d'apporter une présence artistique afin de transformer la relation qu'ont les habitants avec leur lieu de vie. Le projet décliné en plusieurs situations imaginaires s'inscrit dans un temps long : l'apparition d'un réverbère à nœud, œuvre pérenne, avenue Winston Churchill à Saint-Herblain, l'arrivée de la Fiat 500 de Monsieur Bourgogne qui est stationnée à la verticale sur le mur d'un immeuble au 5 rue d'Aquitaine à Saint-Herblain, l'installation de Monsieur Bourgogne qui campe sur la façade d'un immeuble à Nantes, le spectacle de place Miniatures se joue sur la Place du marché à Bellevue, l'apparition de l'Arbre dans la voiture installé à Bellevue qui annonce l'arrivée d'un personnage haut en couleur : Mémé Rodéo sur son scooter, qui vient faire son marché à Bellevue à la rencontre des habitants du quartier.
En 2020, le projet artistique se poursuit avec deux propositions : la tournée de la Fiat 500 tableau d'école, une Fiat recouverte de peinture identique à celle sur les tableaux d'école tourne dans les écoles de Bellevue pour que les enfants puissent dessiner dessus, et Cinémascope , un arbre qui a poussé dans un immeuble, laissant apparaître l'intérieur d'un immeuble depuis l'extérieur. S'inspirant de Fenêtre sur cour d'Hitchcock, Jean-Luc Courcoult a pris comme "lieu" de spectacle un immeuble voué à la démolition, et le spectateur assiste au pied du bâtiment à l'étrange intimité de chacune des vies d'une famille.
En 2021, Royal de Luxe imagine Le livre des aventures de Monsieur Bourgogne, un livre géant "qui respire" posé sur le toit d'un immeuble au-dessus de la place Mendès-France.
Il s'ensuit la tournée dans les écoles et collèges de Bellevue de la Bande dessinée géante qui raconte les péripéties de Monsieur Bourgogne.
Parallèlement au projet Grand Bellevue, Royal de Luxe crée pour la Ville La Grande Évasion, sur l'invitation du Channel, Scène nationale de Calais. Les spectateurs suivent le quotidien de bagnards qui ont élu domicile sur les balcons de la Bourse du travail, place Crèvecœur. De nombreux enfants des écoles de la ville font parvenir leurs plans d'évasion aux protagonistes.
En 2022, Royal de Luxe présente Les vacances d'hiver de Monsieur Bourgogne. L'Appel de la forêt de Jack London a inspiré cette situation imaginaire mettant en scène deux explorateurs, installés sur le toit d'un immeuble de la Place Mendes-France, qui voient leur quotidien rythmé par des vents violents et une brise glacée.
En septembre 2022, la ville de Villeurbanne commande une production pour sa nomination de première Capitale Française de la Culture 2022. Les 23, 24 et 25 septembre 2022, les Géants de Royal de Luxe font leur retour dans l'espace public avec le spectacle Le Bull Machin de Villeurbanne. Pendant trois jours, les deux Chiens Géants de Royal de Luxe, le Bull Machin et le Xolo se sont réveillés, se sont reniflés, se sont cherchés et se sont entraînés avant la grande course du dimanche après-midi sur le cours Émile Zola.

### La compagnie subventionnée
Cette même année, Royal de Luxe se voit attribuer le statut de compagnie « hors commission ». Cela lui garantit l’attribution de subventions directement négociées avec l’État, évitant l'avis de la commission des experts.
De retour d’Amérique latine, la compagnie s’enferme quatre mois pour créer Les embouteillages, un spectacle dans lequel une vingtaine de véhicules parcourent la ville, entre 7 h 30 et 9 h. La performance est organisée sans rendez-vous avec le public, ce qui devient ensuite l’une des particularités de Royal de Luxe. C'est ainsi que Le Géant tombé du ciel arrive dans la ville du Havre, en 1993. Le géant voyage durant toute l’année 1994 : à Calais, pour l’ouverture du tunnel sous la Manche, à Nîmes, à Nantes et à Bayonne. Sa visite impromptue est toujours un triomphe, et Royal de Luxe prépare d’autres aventures dans cette lignée.
Après voir créé, puis présenté une quarantaine de fois, à partir de 1995, Le Peplum, (péplum pharaonique, théâtral et parodique), la compagnie s’engage en octobre 1997 dans une aventure théâtrale au Cameroun. Royal de Luxe et le Géant reviennent de ce voyage en 1998, accompagnés d’un enfant noir de six mètres de haut. Les visites du Géant et de son fils s’inscrivent dans la même continuité narrative, en France et au Cameroun.
En 1999, Royal de Luxe crée un spectacle plus léger : Petits contes nègres, titre provisoire.
En août 2000, la compagnie reprend les pérégrinations des marionnettes géantes, avec des girafes d’une dizaine de mètres de haut, dans les villes du nord de la France. Jean-Luc Courcoult définit ses interventions comme « dix minutes de choc esthétique ».
En juillet 2017, à l'occasion des festivités liées au 500e anniversaire de la ville, Royal de Luxe présente au Havre un petit et un grand Géant (enfant noir, scaphandrier).

## Statut et financement
Les aides publiques représentent environ un tiers du budget global, et les collectivités 18 %, essentiellement la ville de Nantes. La subvention versée par la ville s'élève à 285 000 euros, en 2007. S'y ajoutent des aides pour les spectacles : le montant versé par la ville de Nantes pour La Révolte des mannequins est de 300 000 euros (conseil municipal du 5 octobre 2007). Le reste doit être trouvé par la vente des spectacles et les apports en coproduction. Cette répartition illustre l'évolution actuelle des troupes des arts de la rue : d'une économie essentiellement fondée sur la vente et sur la débrouillardise, typique des années « saltimbanques », jusqu'aux temps présents, où les subventions deviennent des enjeux déterminants de la progression des compagnies[Interprétation personnelle ?].
Aucun spectacle n'est maintenu au répertoire. Chaque création est financée, en amont, par un groupe restreint de coproducteurs, qui investissent et accueillent ensuite les représentations. Le cycle de vie économique des spectacles est, ainsi, bouclé en amont, ce qui permet de prévoir, à moyen terme (un an et demi environ), le volume d'activité. Parfum d'amnésium ne coûte que 50 000 francs (approximativement 7 500 €) et a été joué 270 fois, alors que Péplum coûte presque deux millions de francs (environ 300 000 €), et est joué plus d'une centaine de fois[réf. souhaitée].
Pendant quelques années, la compagnie crée des spectacles de grand format, coûteux (l'apothéose étant la saga des Géants, avec vingt-cinq personnes pour la manipulation du Géant). En rupture avec ces productions, Les Petits Contes nègres, titre provisoire, sont des spectacles presque intimistes : le récit ne s'adresse plus à des foules, mais à des individus spectateurs[réf. souhaitée].
En 2012, Coca Cola produit un spot dans lequel apparaît un géant mécanique. Royal de Luxe assigne Coca-Cola en 2014 au Tribunal de Commerce pour « Agissements parasitaires ».

## Liste des réalisations

### La saga des Géants 1993-2018 & 2022
Avec les Géants, tout l'espace urbain est mobilisé. Le Géant et ses lilliputiens font basculer l'espace du conte dans celui de la ville. Ces derniers sont notre signature directement identifiable. En effet, la ville n'est pas le simple support du spectacle : elle est l'acteur principal. Les quartiers qui accueillent les spectacles sont changés, magnifiés par le regard des Géants.
La saga des Géants commence en 1993 au Havre et se termine en octobre 2018 à Liverpool. Selon Jean-Luc Courcoult fin 2018 : « Il faut aller de l’avant, explorer de nouveaux horizons, sinon on fait la même chose toute sa vie. J’ai dans l’idée de refaire des Géants un jour, mais plus tard ». Le chien mexicain El Xolo refait une apparition en septembre 2022 avec un compagnon, Bull Machin, pour des parcours sur trois jours au centre de Villeurbanne.

#### Chronologie
| Titre                                                                  | Ville                  | Pays       | Date                      | Événement                                                                             | Nombre de spectateurs (estimation) |
| ---------------------------------------------------------------------- | ---------------------- | ---------- | ------------------------- | ------------------------------------------------------------------------------------- | ---------------------------------- |
| Le Géant tombé du ciel                                                 | Le Havre               | France     | septembre 1993            |                                                                                       | 30000                              |
| Le Géant tombé du ciel                                                 | Calais                 | France     | juin 1994                 | Ouverture du Tunnel sous la Manche                                                    | 37500                              |
| Le Géant tombé du ciel                                                 | Nîmes                  | France     | juillet 1994              |                                                                                       | 37500                              |
| Le Géant tombé du ciel                                                 | Nantes                 | France     | août 1994                 |                                                                                       | 37500                              |
| Le Géant tombé du ciel                                                 | Bayonne                | France     | septembre 1994            |                                                                                       | 37500                              |
| Le Géant tombé du ciel : dernier voyage                                | Le Havre               | France     | octobre 1994              |                                                                                       | 60000                              |
| Le Géant                                                               | Barcelone              | Espagne    | juillet 1997              |                                                                                       | 250 000                            |
| Le Rhinocéros                                                          | Arles                  | France     | juillet 1997              | Rencontres internationales de la photographie d'Arles                                 | 3000                               |
| Le Rhinocéros                                                          | Lisbonne               | Portugal   | mai 1998 à septembre 1998 | Exposition Universelle                                                                | 900000                             |
| Retour d'Afrique                                                       | Le Havre               | France     | juin 1998                 |                                                                                       | 112500                             |
| Retour d'Afrique                                                       | Nantes                 | France     | juin 1998                 |                                                                                       | 112500                             |
| Retour d'Afrique                                                       | Calais                 | France     | juillet 1998              |                                                                                       | 112500                             |
| Retour d'Afrique                                                       | Anvers                 | Belgique   | août 1998                 | Festival d'Été d'Anvers (Zomer van Antwerpen)                                         | 112500                             |
| Les Chasseurs de girafes                                               | Nantes                 | France     | septembre 2000            |                                                                                       | 100 000                            |
| Les Chasseurs de girafes                                               | Le Havre               | France     | octobre 2000              |                                                                                       | 100 000                            |
| Les Chasseurs de girafes                                               | Calais                 | France     | octobre 2000              |                                                                                       | 100 000                            |
| La Visite du sultan des Indes sur son éléphant à voyager dans le temps | Nantes                 | France     | mai 2005                  | Centenaire de la mort de Jules Verne                                                  | 150 000 à 200 000                  |
| La Visite du sultan des Indes sur son éléphant à voyager dans le temps | Amiens                 | France     | juin 2005                 | Centenaire de la mort de Jules Verne                                                  | 150 000                            |
| La Visite du sultan des Indes sur son éléphant à voyager dans le temps | Londres                | Angleterre | mai 2006                  |                                                                                       | 1 million                          |
| La Visite du sultan des Indes sur son éléphant à voyager dans le temps | Anvers                 | Belgique   | juillet 2006              | L'Été d'Anvers (Zomer van Antwerpen)                                                  | 650 000                            |
| La Visite du sultan des Indes sur son éléphant à voyager dans le temps | Calais                 | France     | septembre 2006            |                                                                                       | 700000                             |
| La Visite du sultan des Indes sur son éléphant à voyager dans le temps | Le Havre               | France     | octobre 2006              |                                                                                       | 300 000                            |
| Le Grand Géant : visite du pont du Gard                                | Vers-Pont-du-Gard      | France     | août 2006                 |                                                                                       | 10000                              |
| La Petite Géante et le Rhinocéros caché                                | Santiago du Chili      | Chili      | janvier 2007              | Clôture 14e édition du Festival international de théâtre Santiago a Mil               | 2 millions                         |
| Le Geyser de Reykjavik                                                 | Reykjavik              | Islande    | mai 2007                  | Festival des Arts de Reykjavik Clôture du Printemps français en Islande               | 50 000                             |
| La Fabuleuse Histoire du géant enterré vivant                          | Santa Maria da Feira   | Portugal   | mai 2008                  | Festival international du théâtre de rue de Santa Maria da Feira                      | 5000                               |
| La Géante du « Titanic » et le Scaphandrier                            | Nantes / Saint-Nazaire | France     | juin 2009                 | Ouverture de la biennale d'art contemporain Estuaire 2009                             | > 350 000                          |
| Le Rendez-vous de Berlin                                               | Berlin                 | Allemagne  | octobre 2009              | Célébration des 20 ans de la chute du Mur de Berlin                                   | 2 millions                         |
| L'Invitation                                                           | Santiago du Chili      | Chili      | janvier 2010              | Bicentenaire de l’Indépendance Bicentenaire du théâtre chilien                        | 3 millions                         |
| Le Scaphandrier, sa main, et la petite géante                          | Anvers                 | Belgique   | août 2010                 | Festival d'Été d'Anvers (Zomer van Antwerpen)                                         | 800 000                            |
| Le Géant de Guadalajara                                                | Guadalajara            | Mexique    | novembre 2010             | Bicentenaire de l’Indépendance Centenaire de la Révolution mexicaine                  | 3,5 millions                       |
| Le Mur tombé du ciel à Guadalajara                                     | Guadalajara            | Mexique    | novembre 2010             | Fresque peinte dans le style de l'artiste mexicain Diego Rivera                       |                                    |
| El Xolo                                                                | Nantes                 | France     | mai 2011                  |                                                                                       | 600 000                            |
| Le Mur tombé du ciel                                                   | Nantes                 | France     | mai 2011                  | Fresque peinte dans le style de l'artiste mexicain Diego Rivera                       |                                    |
| L'Odyssée de la mer                                                    | Liverpool              | Angleterre | avril 2012                | Célébration du centenaire du naufrage du Titanic                                      | 800 000                            |
| Le Mur de Planck                                                       | Nantes                 | France     | juin 2014                 |                                                                                       | 500 000                            |
| Mémoires d'août 1914                                                   | Liverpool              | Angleterre | juillet 2014              | Célébration du Centenaire de la Première Guerre mondiale                              | 1 million                          |
| La Grand-Mère tombée de la galaxie dans un champ du Munster            | Limerick               | Irlande    | septembre 2014            | National City of Culture 2014                                                         | 250 000                            |
| L'incroyable et phénoménal voyage des Géants dans les rues de Perth    | Perth                  | Australie  | février 2015              | Festival international des arts de Perth Célébration du Centenaire de l'Anzac         | 1,4 million                        |
| De Reuzen (Les Géants)                                                 | Anvers                 | Belgique   | juin 2015                 | L'Été d'Anvers (Zomer van Antwerpen)                                                  | 900 000                            |
| Les géants                                                             | Montréal               | Canada     | mai 2017,                 | 375e anniversaire de Montréal                                                         | 600 000                            |
| Franciscopolis                                                         | Le Havre               | France     | juillet 2017              | 500e anniversaire de la ville du Havre                                                | 600 000                            |
| Le chevalier du temps perdu,                                           | Genève / Carouge       | Suisse     | septembre 2017            | À l’invitation du Théâtre de Carouge et de la ville de Genève                         | 850 000                            |
| Grote schaats in het ijs (Grand patin dans la glace)                   | Leeuwarden             | Pays-Bas   | août 2018                 | Capitale européenne de la culture 2018                                                | 425 000                            |
| Liverpool's Dream (en) (Le rêve de Liverpool)                          | Liverpool              | Angleterre | octobre 2018              | 10e anniversaire de la nomination de la ville comme Capitale européenne de la culture | 1,3 million                        |
| Bull Machin de Villeurbanne                                            | Villeurbanne           | France     | septembre 2022            | Villeurbanne, capitale française de la culture                                        | 150 000                            |

#### Données techniques
Sources : Portraits des géants sur le site de la ville de Nantes.
| Nom                                              | Date de Création | Hauteur | Long.  | Poids   | Pointure | Nombre de manipulateurs | Remarques                                                                                |
| ------------------------------------------------ | ---------------- | ------- | ------ | ------- | -------- | ----------------------- | ---------------------------------------------------------------------------------------- |
| Le Grand Géant                                   | 1993             | 9,5 m   | -      | 2,2 t   | 237      | 32                      | Structure de 14 m de haut sur 8,50 m de large                                            |
| Le Rhinocéros                                    | 1997             | 2,5 m   | 5 m    | ?       | -        | 17                      |                                                                                          |
| Le Petit Géant noir                              | 1998             | 5,5 m   | -      | 1 t     | ?        | 18                      |                                                                                          |
| La Grande Girafe                                 | 2000             | 12 m    | 15,3 m | 25 t    | -        | 25                      | 4 km/h en temps normal mais peut courir à 10 km/h                                        |
| La Petite Girafe                                 | 2000             | 5 m     | ?      | ?       | -        | 25                      |                                                                                          |
| L'Éléphant du Sultan                             | 2005             | 12 m    | 21 m   | 48 t    | -        | 22                      | Se déplace à 1,5 km/h                                                                    |
| La Petite Géante                                 | 2005             | 5,5 m   | -      | 0,8 t   | 166      | 18 en 2011 22 en 2009   | 2,5 km/h à pied ou 4 km/h à trottinette                                                  |
| Le Géant en colère (le père de la petite géante) | 2007             | ?       | -      | ?       | -        | 3                       | Présenté à Reykjavik uniquementLa tête du grand géant                                    |
| Le Scaphandrier                                  | 2009             | 9,5 m   | -      | 2 t     | 237      | 30                      | Le grand géant en scaphandrier                                                           |
| El Xolo                                          | 2011             | 2,55 m  | 3,5 m  | 0,218 t | -        | 20                      | Hauteur au garrot : 1,80 m Vitesse de marche : 4 km/h Vitesse de course : 18 km/h.       |
| El Campesino                                     | 2011             | 9,5 m   | -      | 2,5 t   | 237      | 32                      | Le grand géant en mexicain                                                               |
| La Grand-Mère                                    | 2014             | 7,5 m   | -      | 1,7 t   | 276      | 25                      | Premier géant doté de la parole                                                          |
| Bull Machin                                      | 2022             | 2,9 m   | 4,4 m  | 0,86 t  | -        | 25                      | Vitesse de course : 12km/h, poids de la tête 65 kg, mâchoire de 43 dents dont une en or. |

Les manipulateurs de l'Éléphant, du Scaphandrier, de la Petite Géante et du chien Xolo
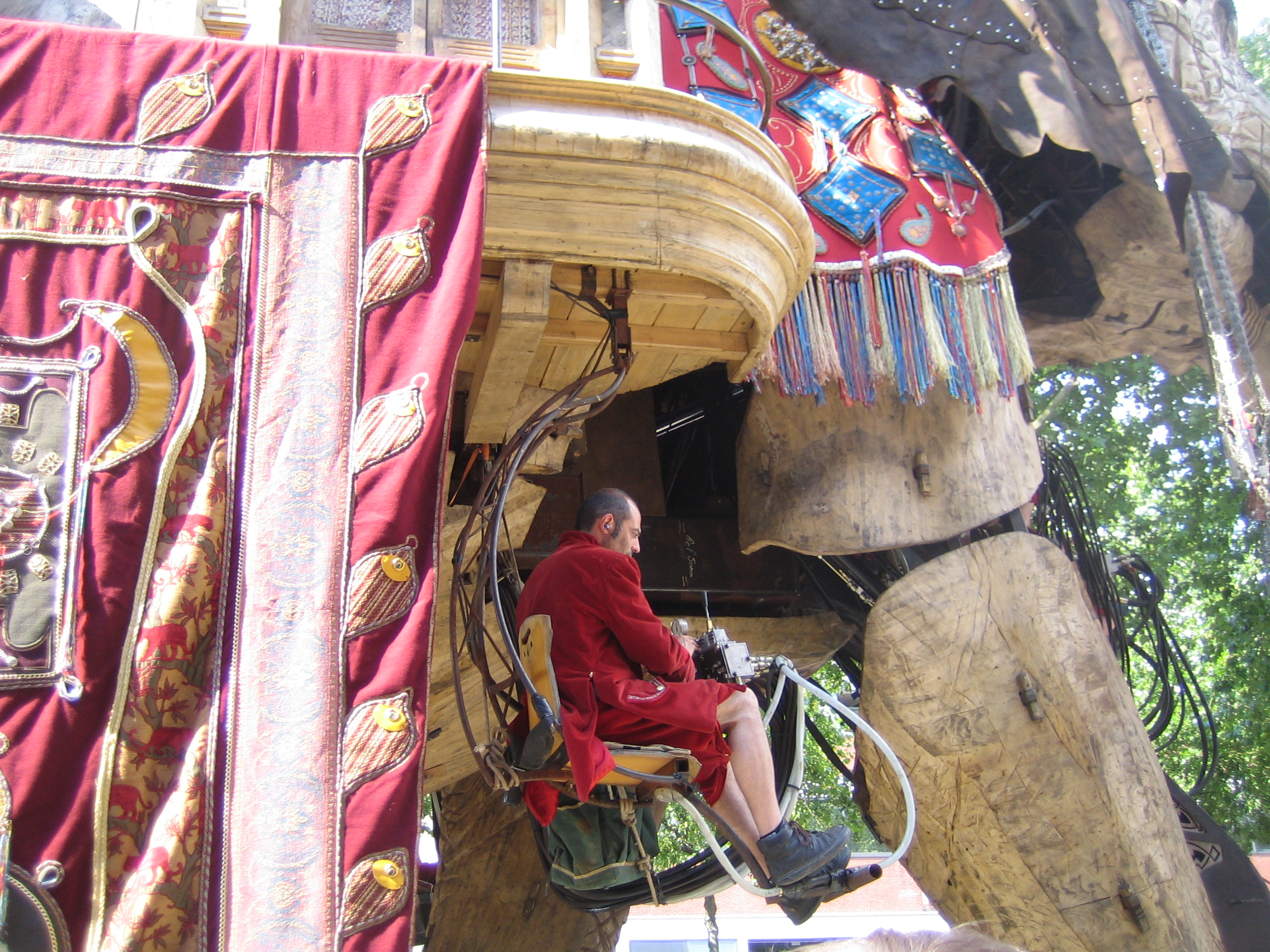
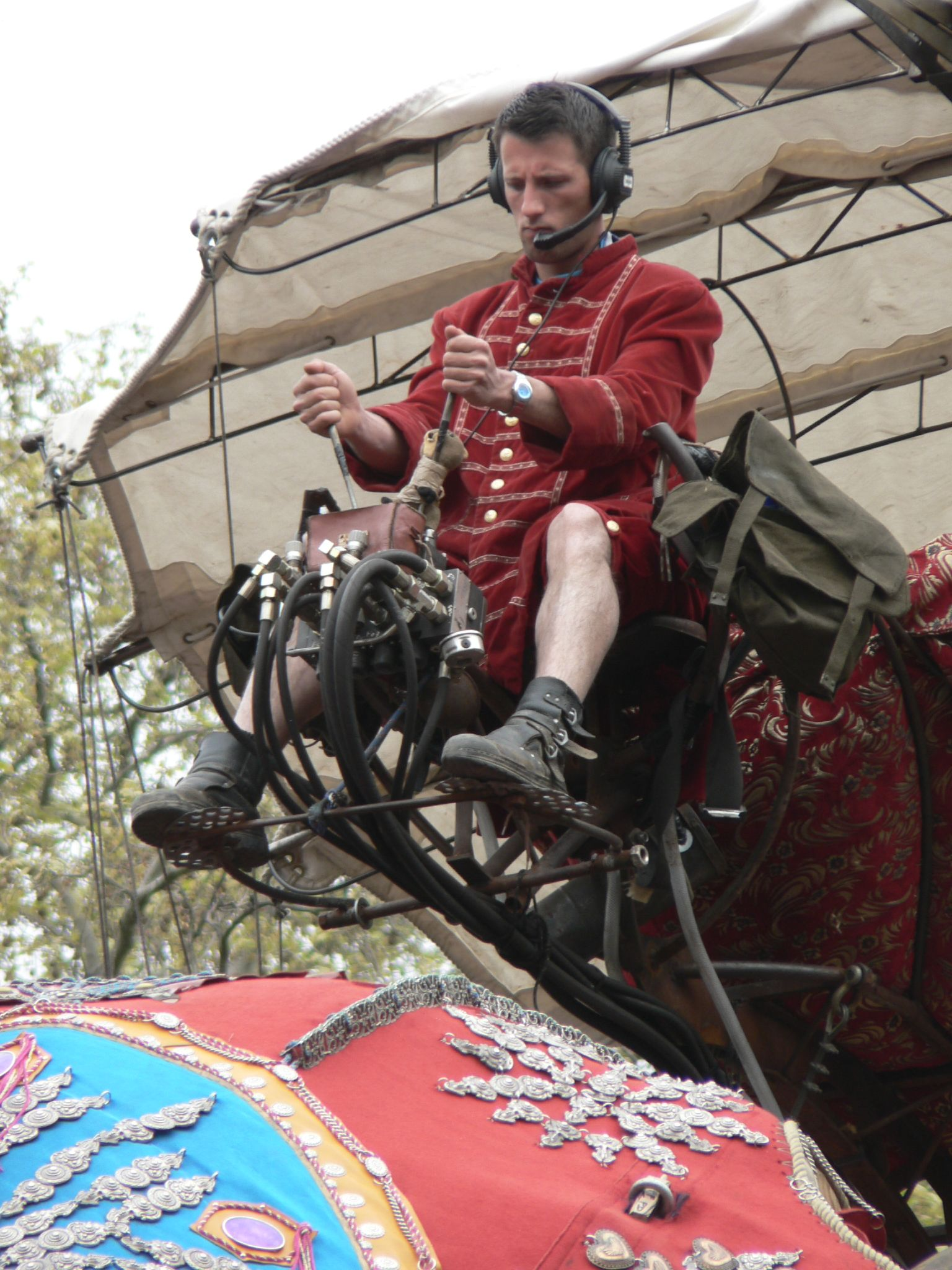
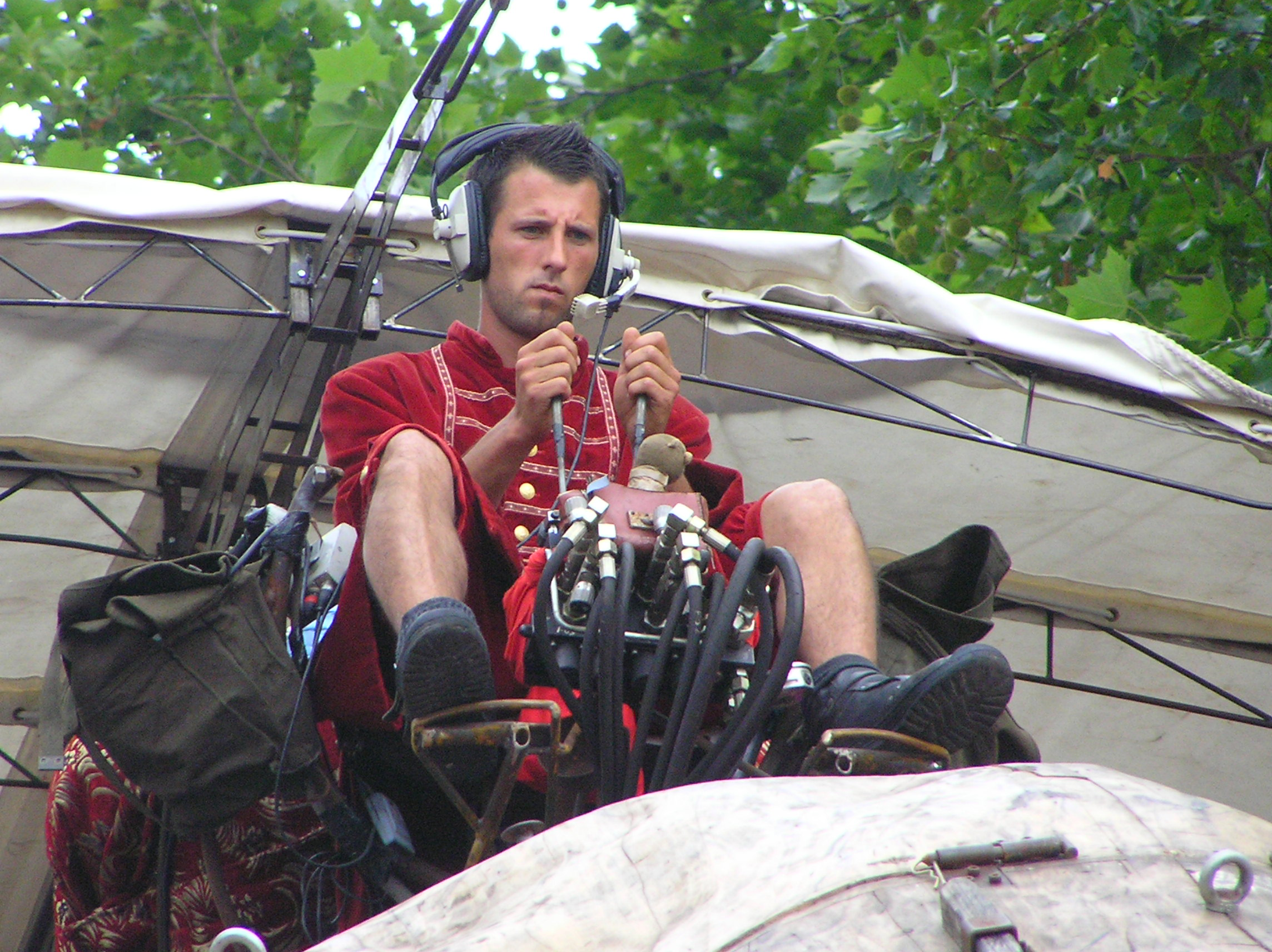
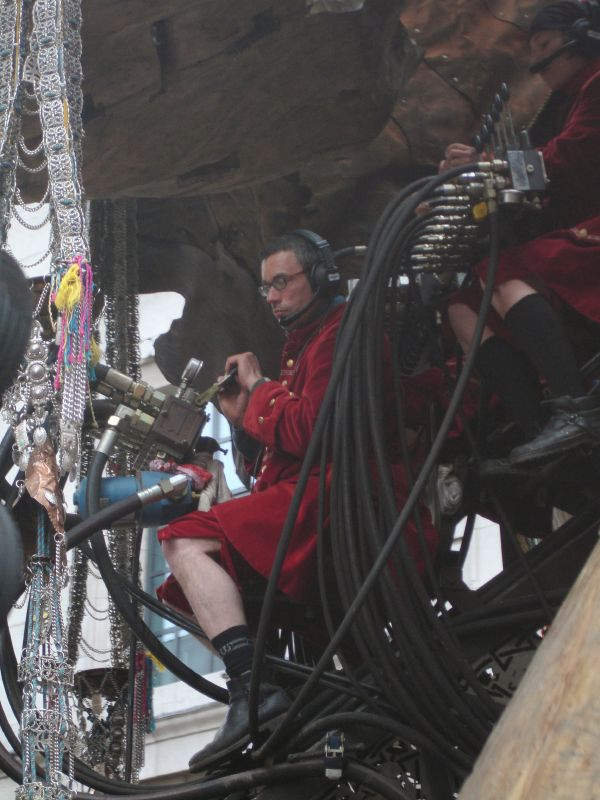
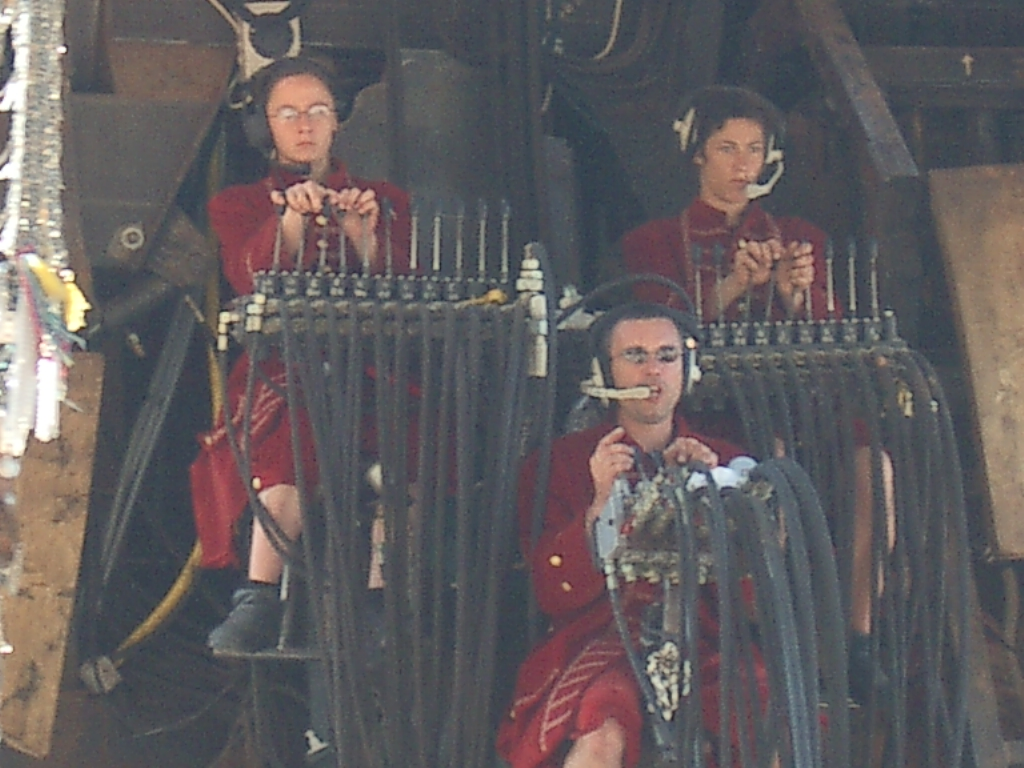
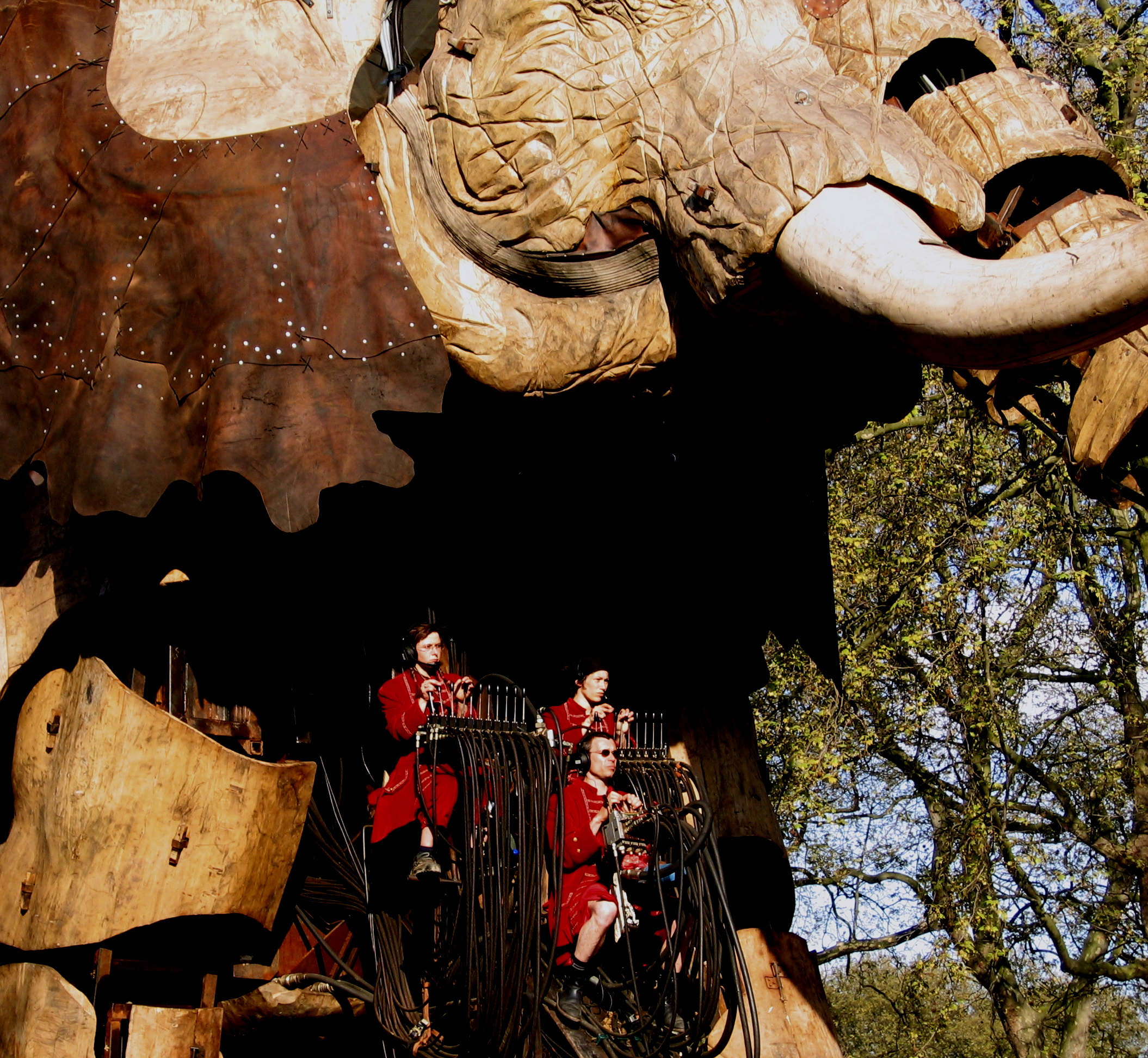
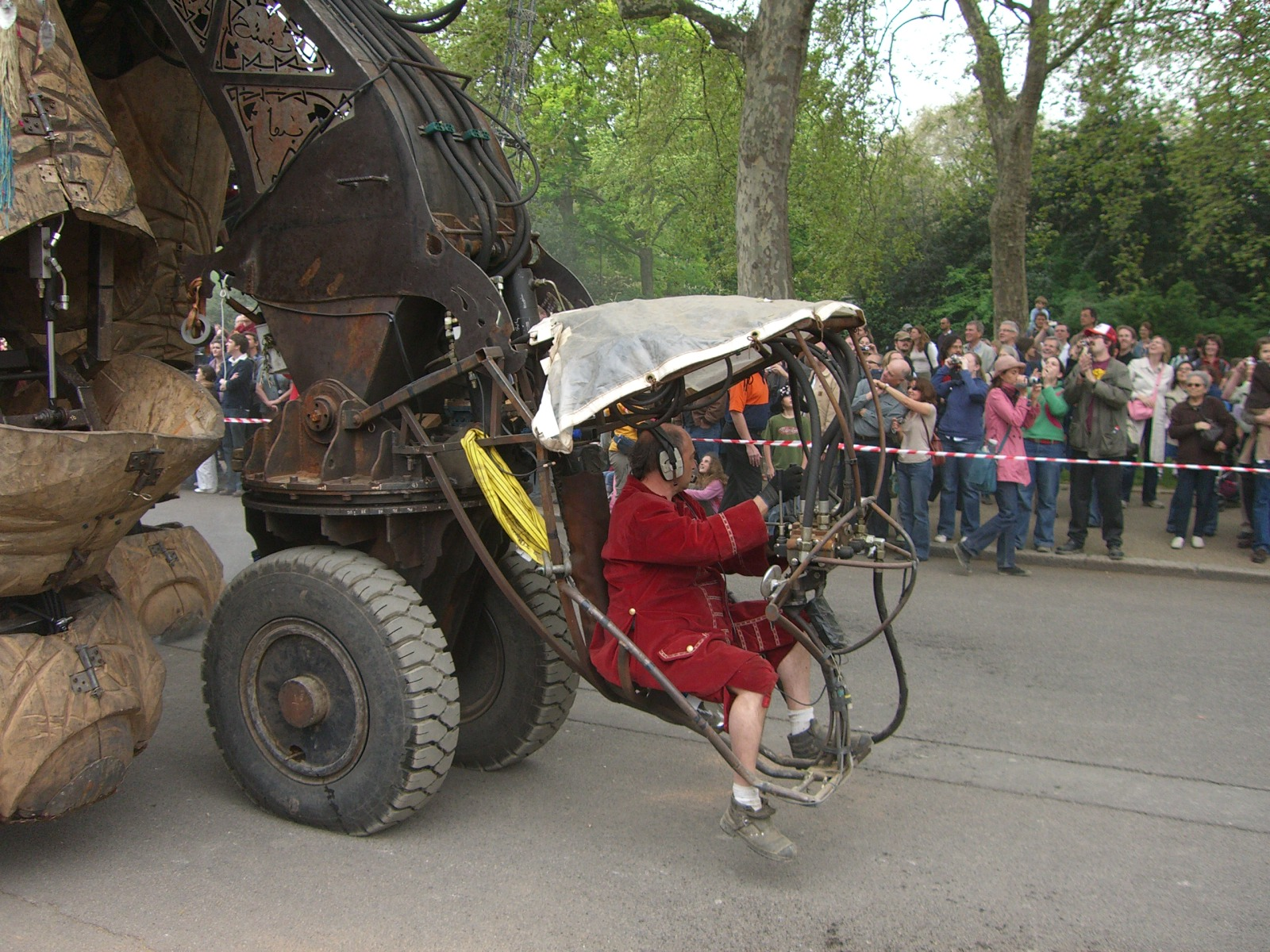
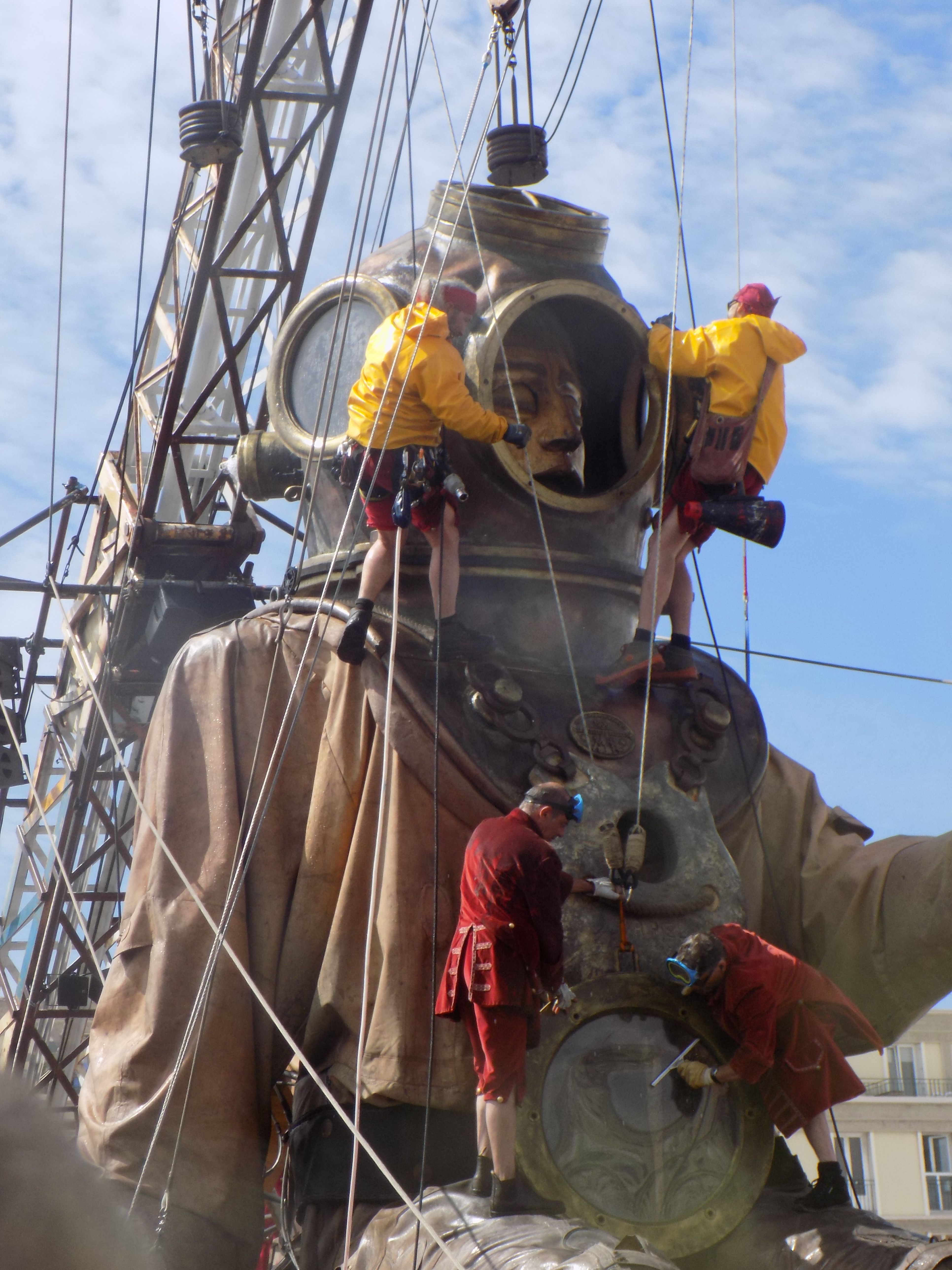
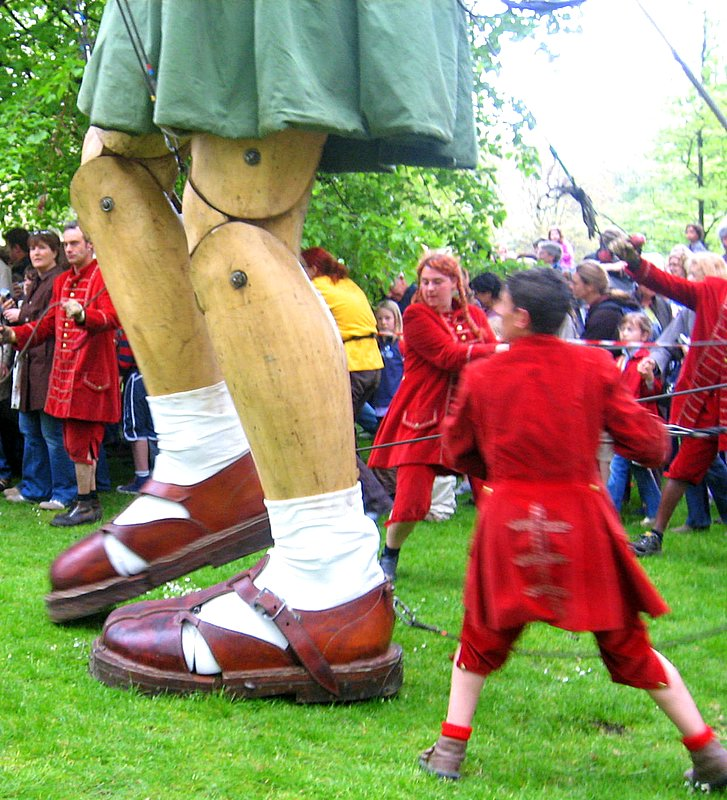
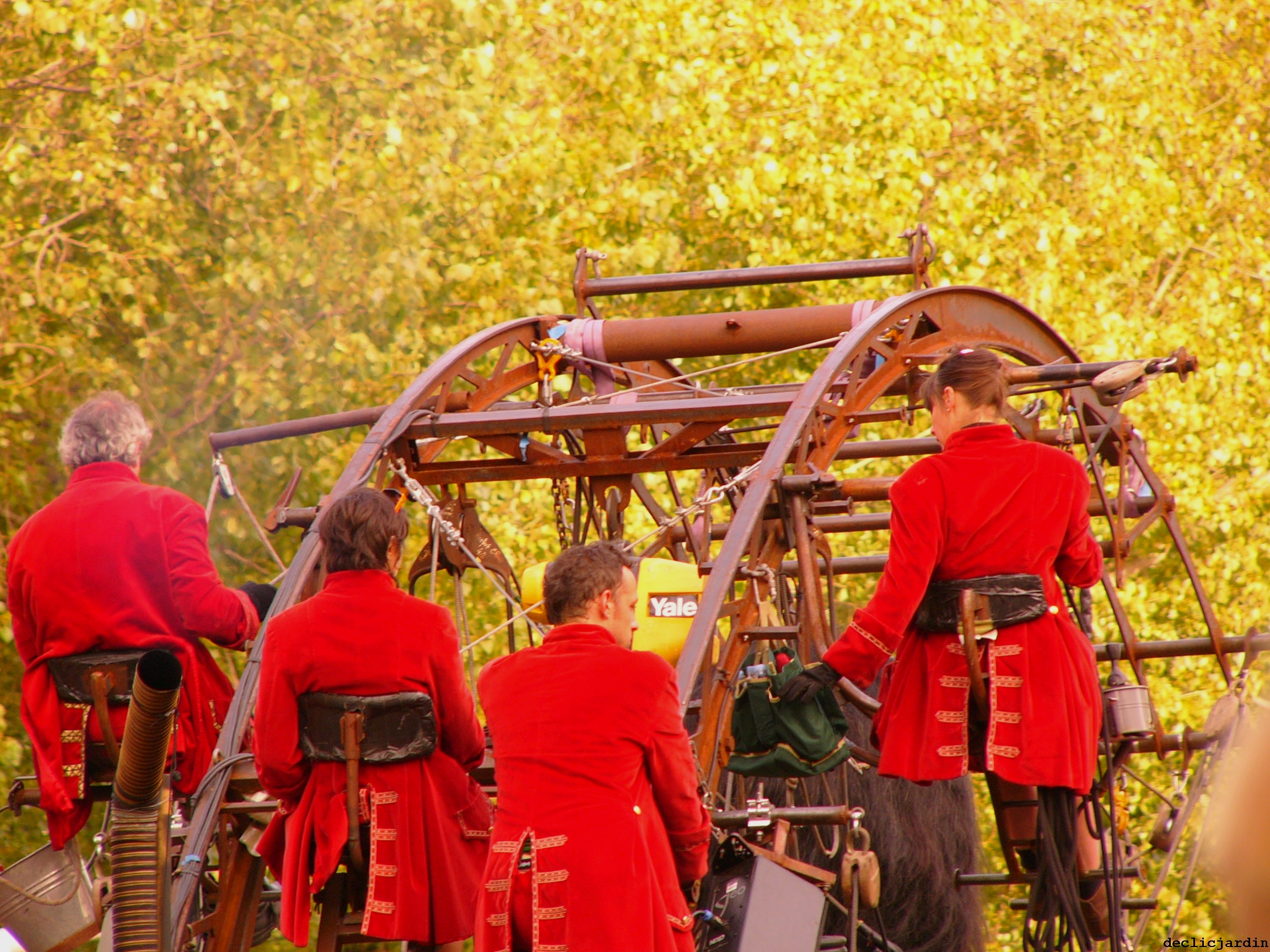
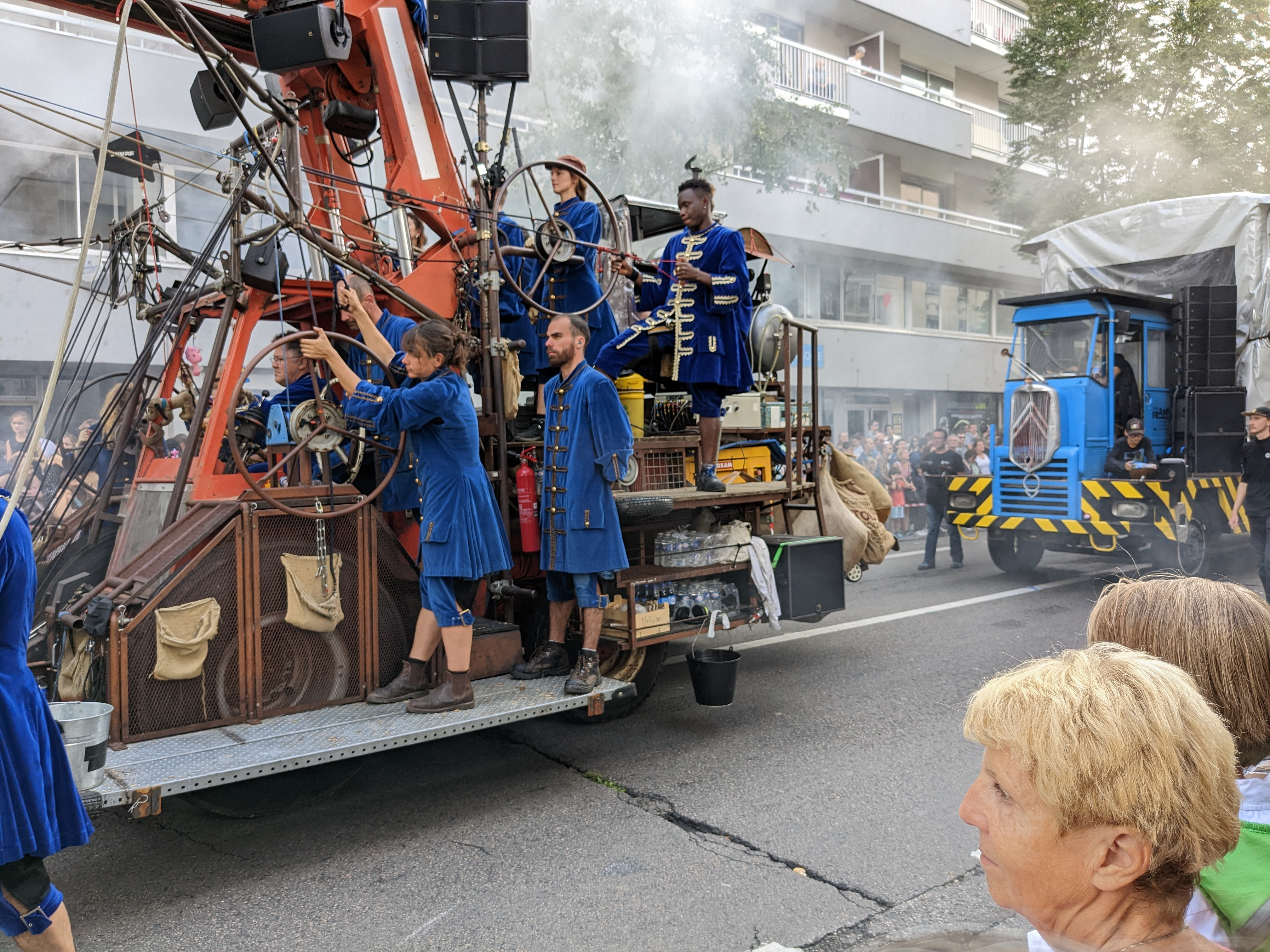
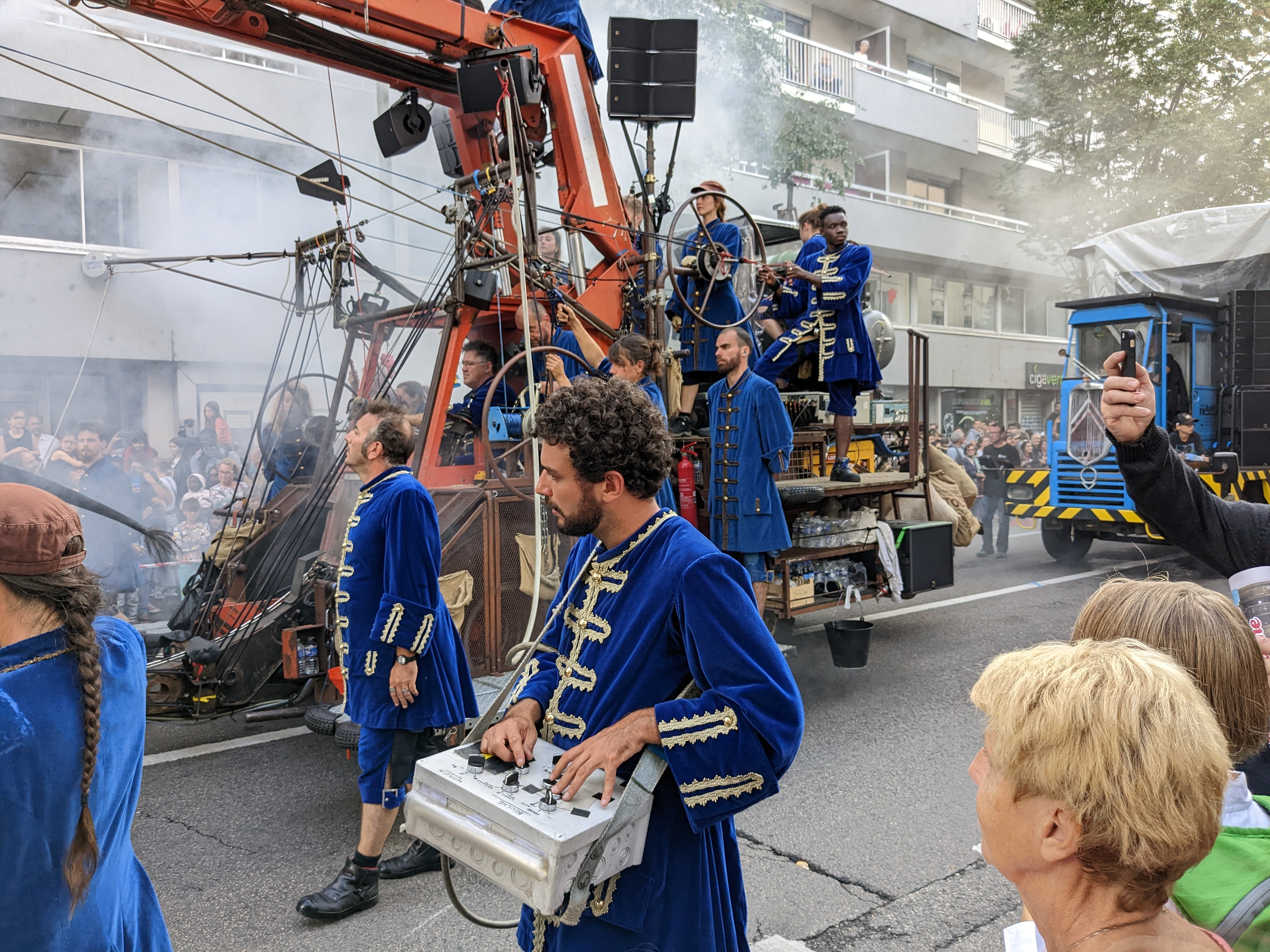

### Spectacles de place[55]
- Le Cap Horn, 1979
- Les Mystères du grand congélateur, 1980
- La Mallette infernale, 1981
- Terreur dans l'ascenseur, 1981-1982
- La Bénédiction du cours Mirabeau par le Pape, 1982
- Le Parking de chaussures, 1982
- Publicité urbaine, 1983
- La Demi-finale de Waterclash, 1983
- Le Bidet cardiaque, 1983
- Roman Photo, Parfum d'Amnésium 1985
- La Véritable Histoire de France, 1990
- Le Péplum, 1995
- Petits Contes nègres, titre provisoire, 1999
- Petits Contes chinois revus et corrigés par les nègres, 2001
- Soldes ! Deux spectacles pour le prix d'un, 2003
- Rue de la Chute, 2012
- Dakar Dakar, 2014
- Miniatures, 2017[56]
- Apesanteur, 2025

### Situations imaginaires[55]
- Le Lac de Bracciano, 1984
- Remington District Corporation, 1985
- Les Grands Mammifères ou l'Incroyable Histoire d'amour entre un cheval et une péniche, 1985
- Le Mur de lumière, 1986
- L'Autobus à la broche, 1986
- Desgarrones, 1987
- Les Voitures dans les arbres, 1987
- La Maison dans les arbres, 1987
- Les Embouteillages, 1993
- La Maison dans la Loire, 2007
- La Révolte des mannequins, 2007
- Le Réverbère à nœud, 2019
- Monsieur Bourgogne et sa Fiat 500, 2019
- Mémé Rodéo et l'arbre dans la voiture, 2019
- Fiat 500 tableau d'école, 2020
- Cinémascope, 2020
- Le Livre des aventures de Monsieur Bourgogne, 2021
- La Bande-dessinée géante, 2021
- La Grande Évasion, 2021
- Les Vacances d'hiver de Monsieur Bourgogne, 2022

### Parades[55]
- La Cage de Hambourg, 1985
- Le Retour de Roland de Roncevaux, 1985
- La Parade de la véritable Histoire de France, 1992

## Galerie

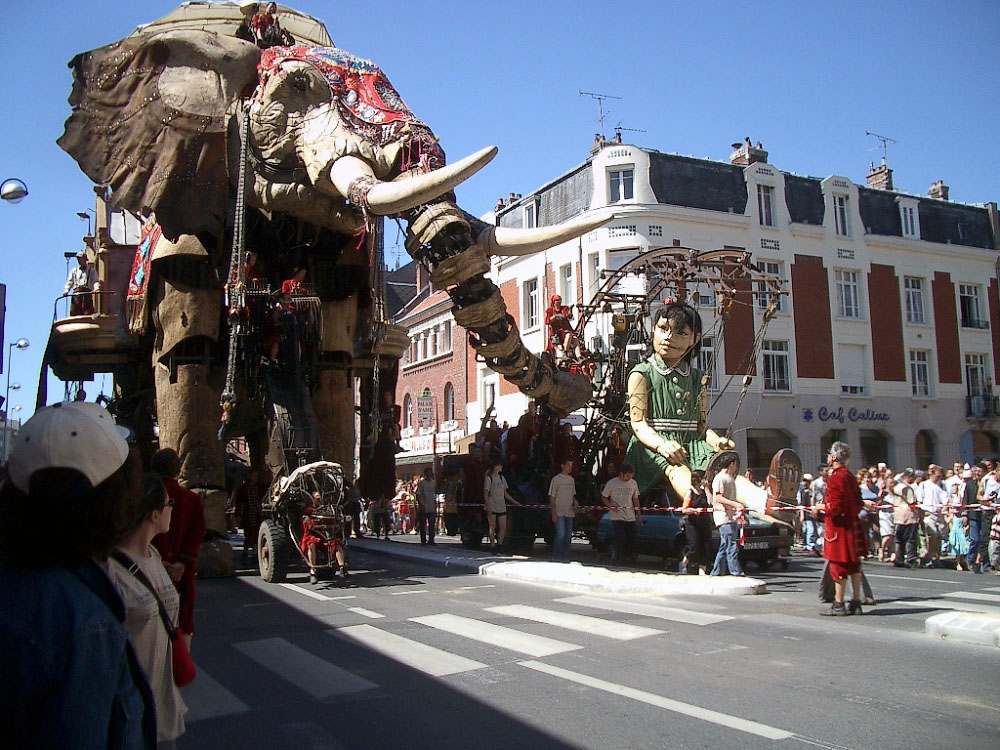
L'Éléphant à Amiens en juin 2005.
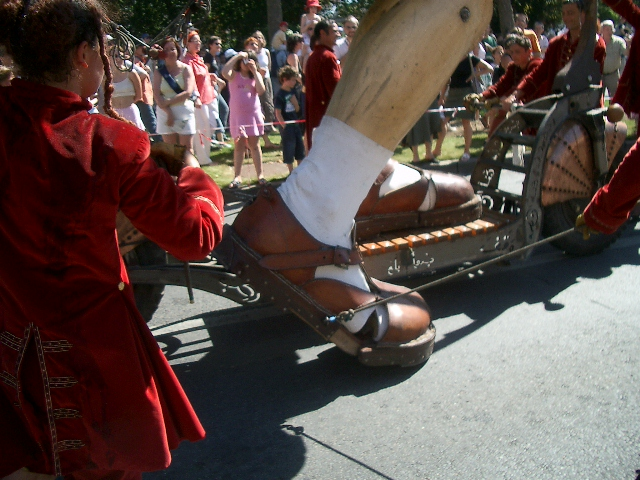
Pied droit de la Petite Géante à Amiens en 2005.
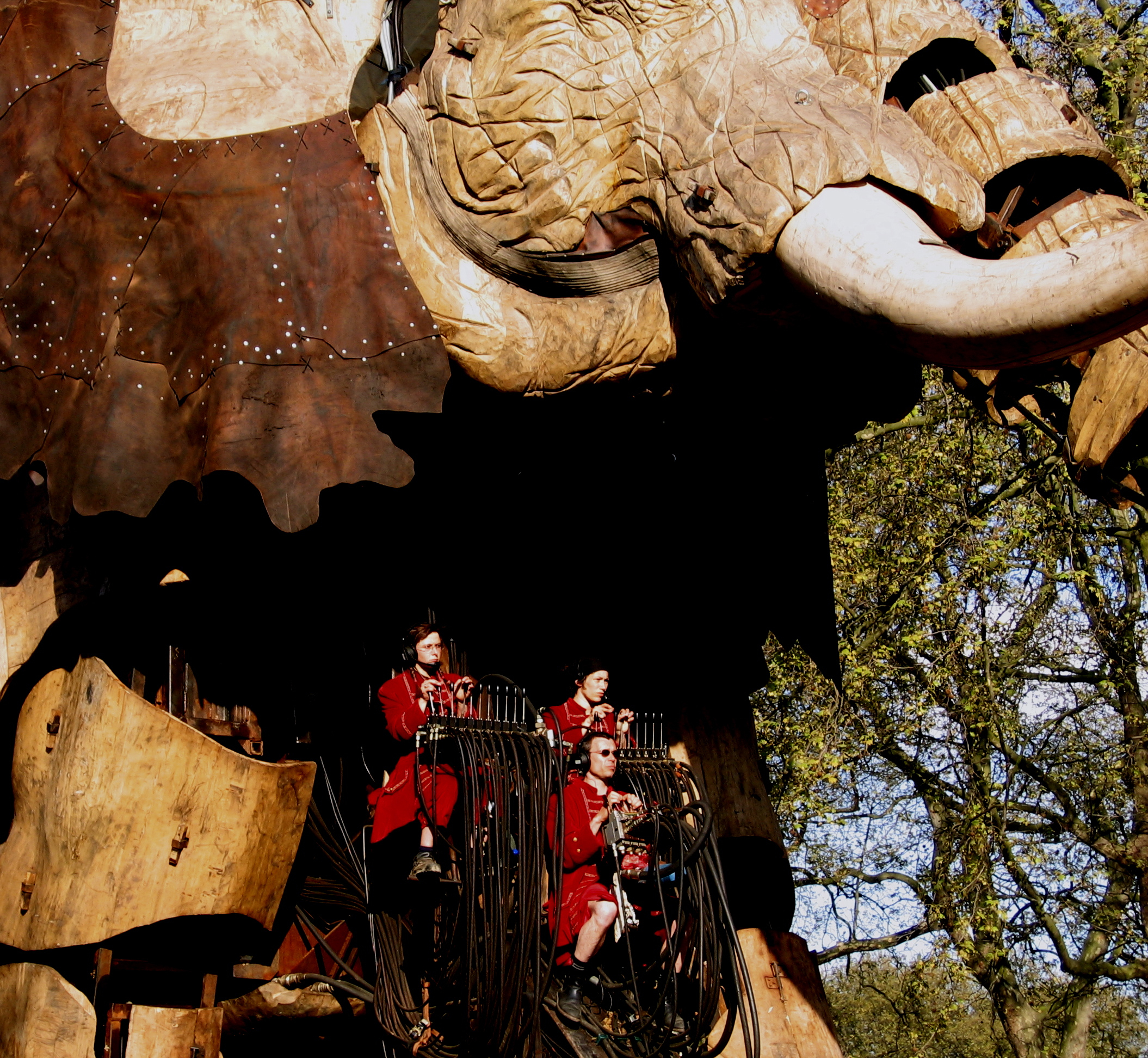
L'Éléphant à Londres.
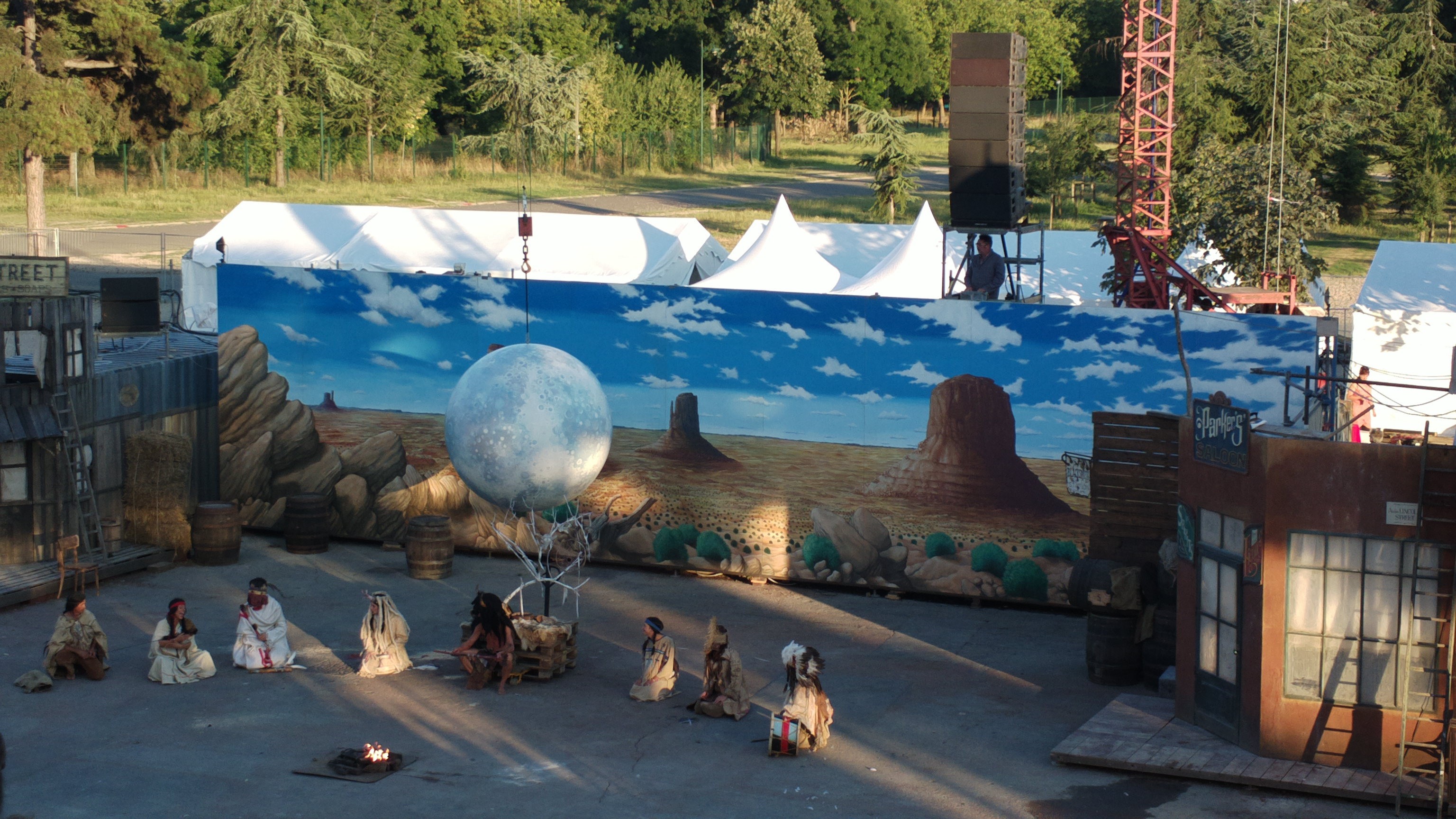
Spectacle rue de la chute à la Pelouse de Reuilly (Paris 12e), en 2012.
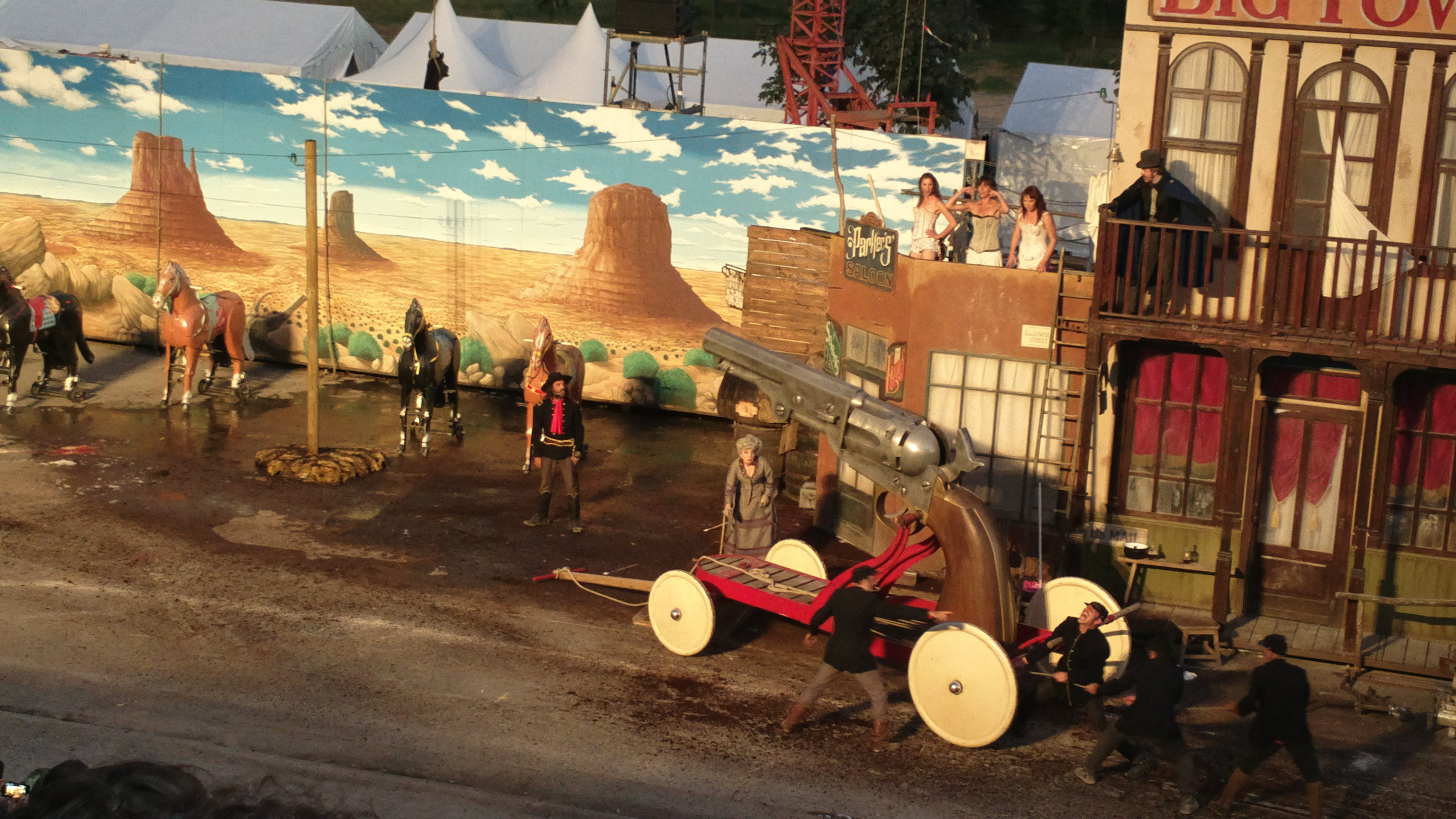
Rue de la chute, Paris.
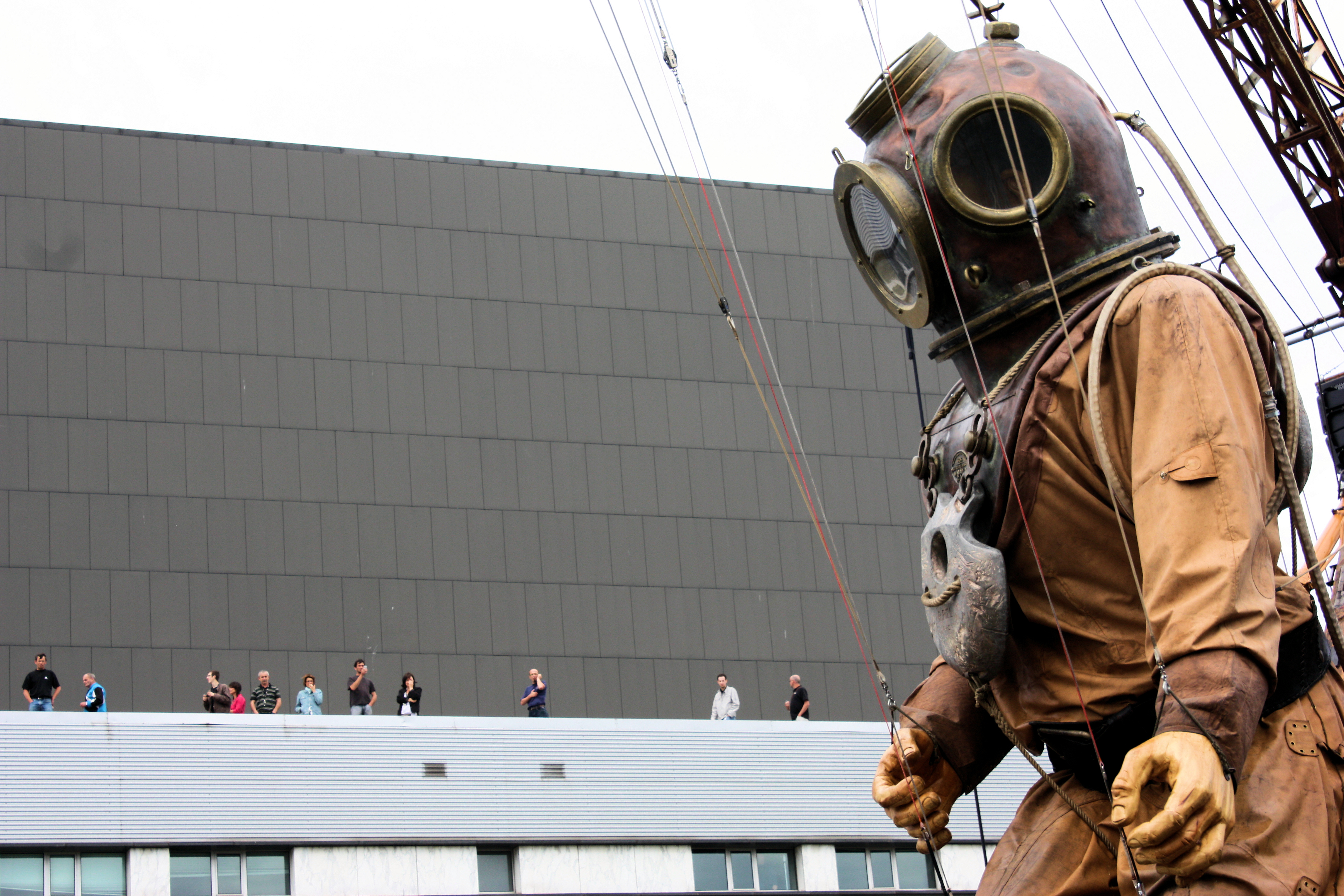
Le Scaphandrier à Nantes.
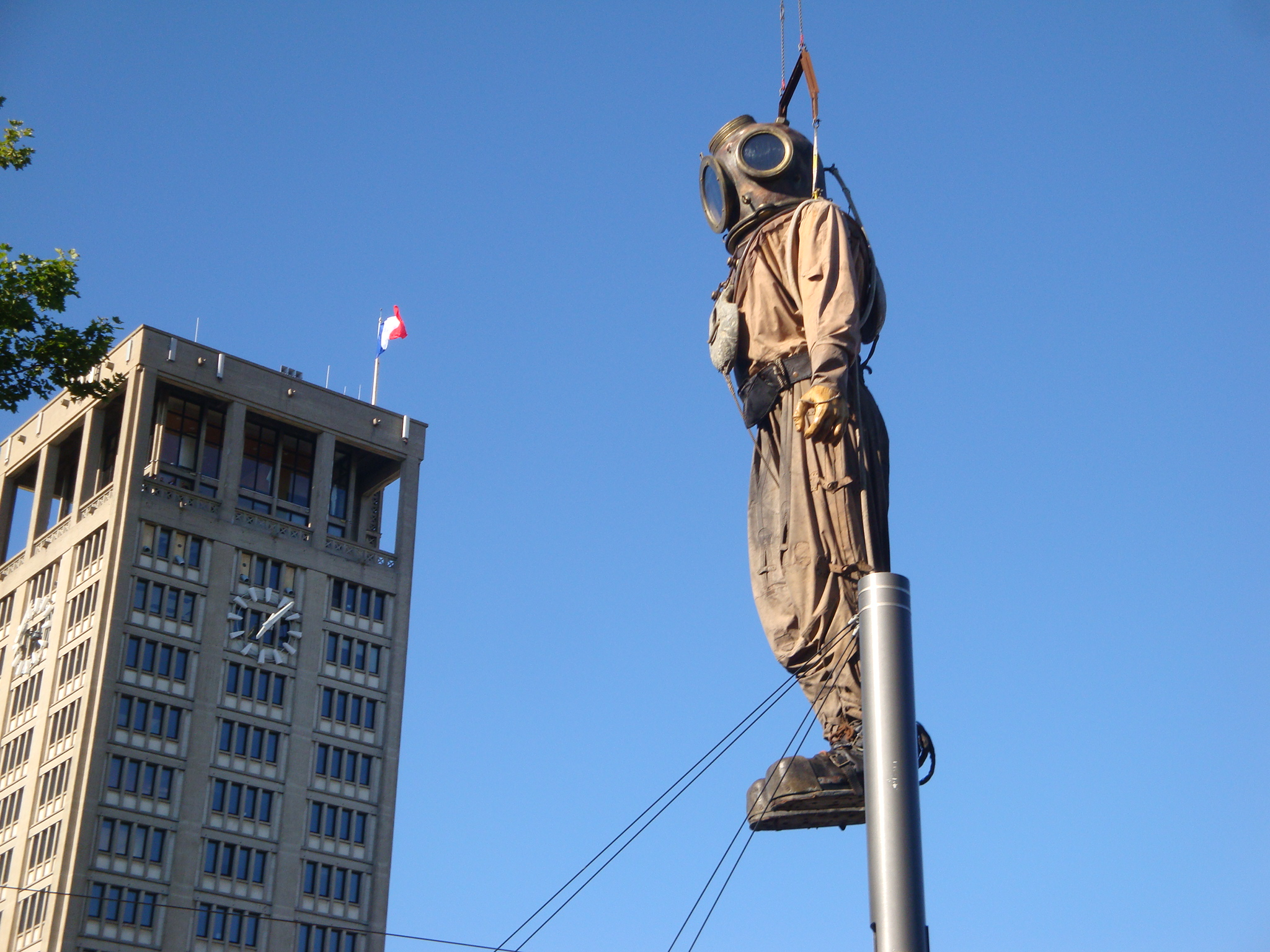
Les Géants lors des 500 ans du Havre…
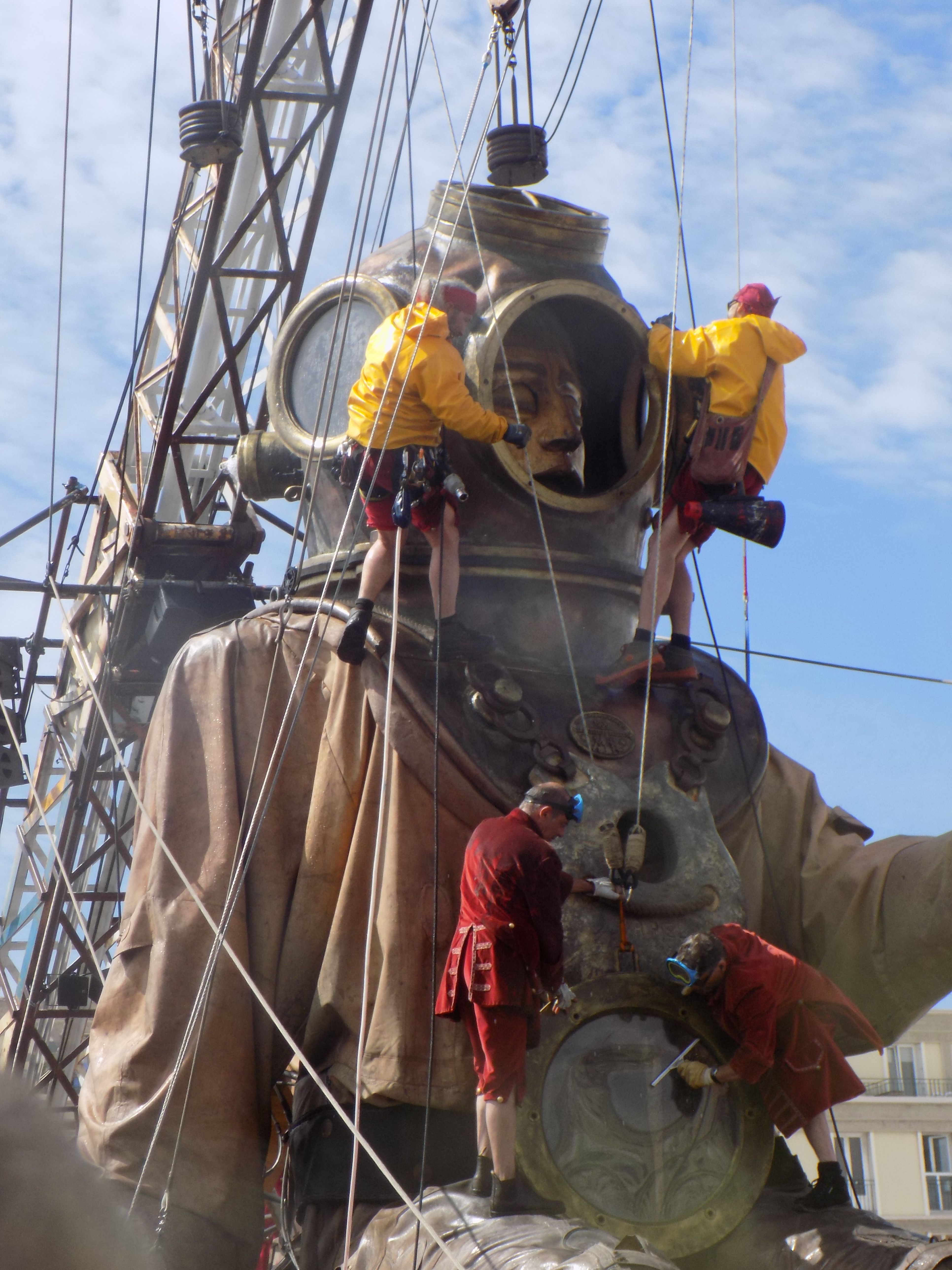
… le 9 juillet 2017
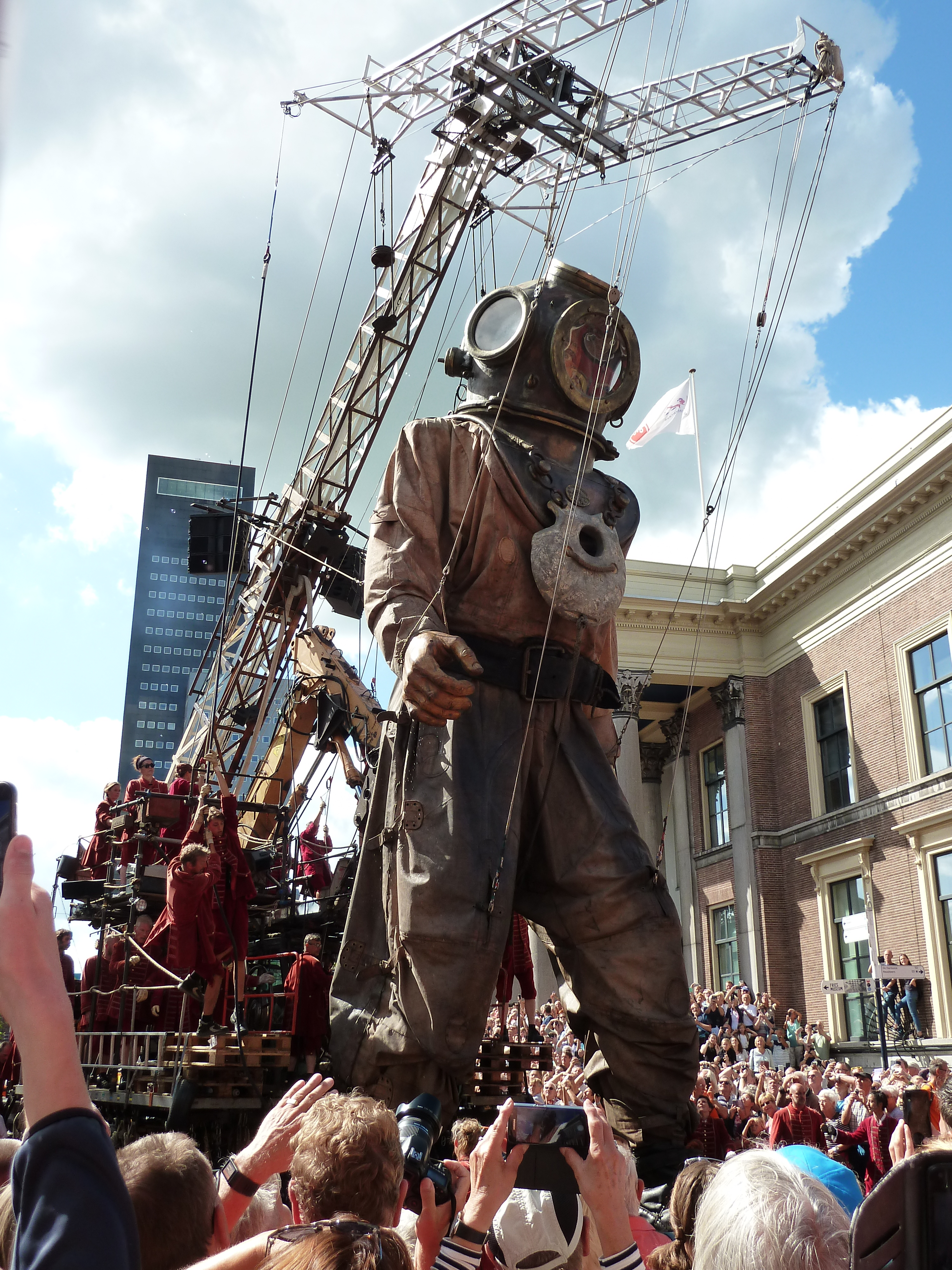
Le Scaphandrier à Leeuwarden.
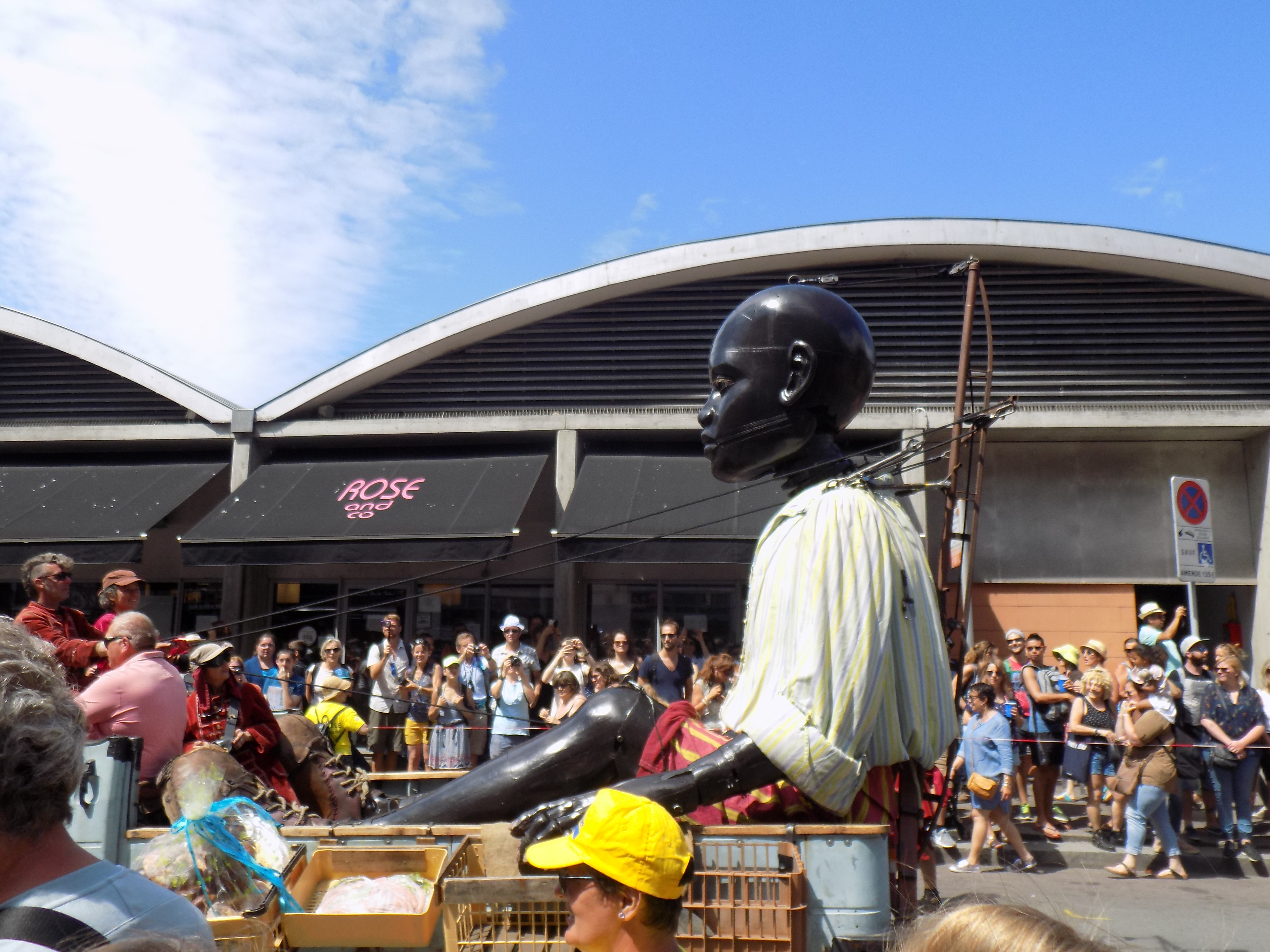
Le Petit Géant noir et les autres géants au Havre…
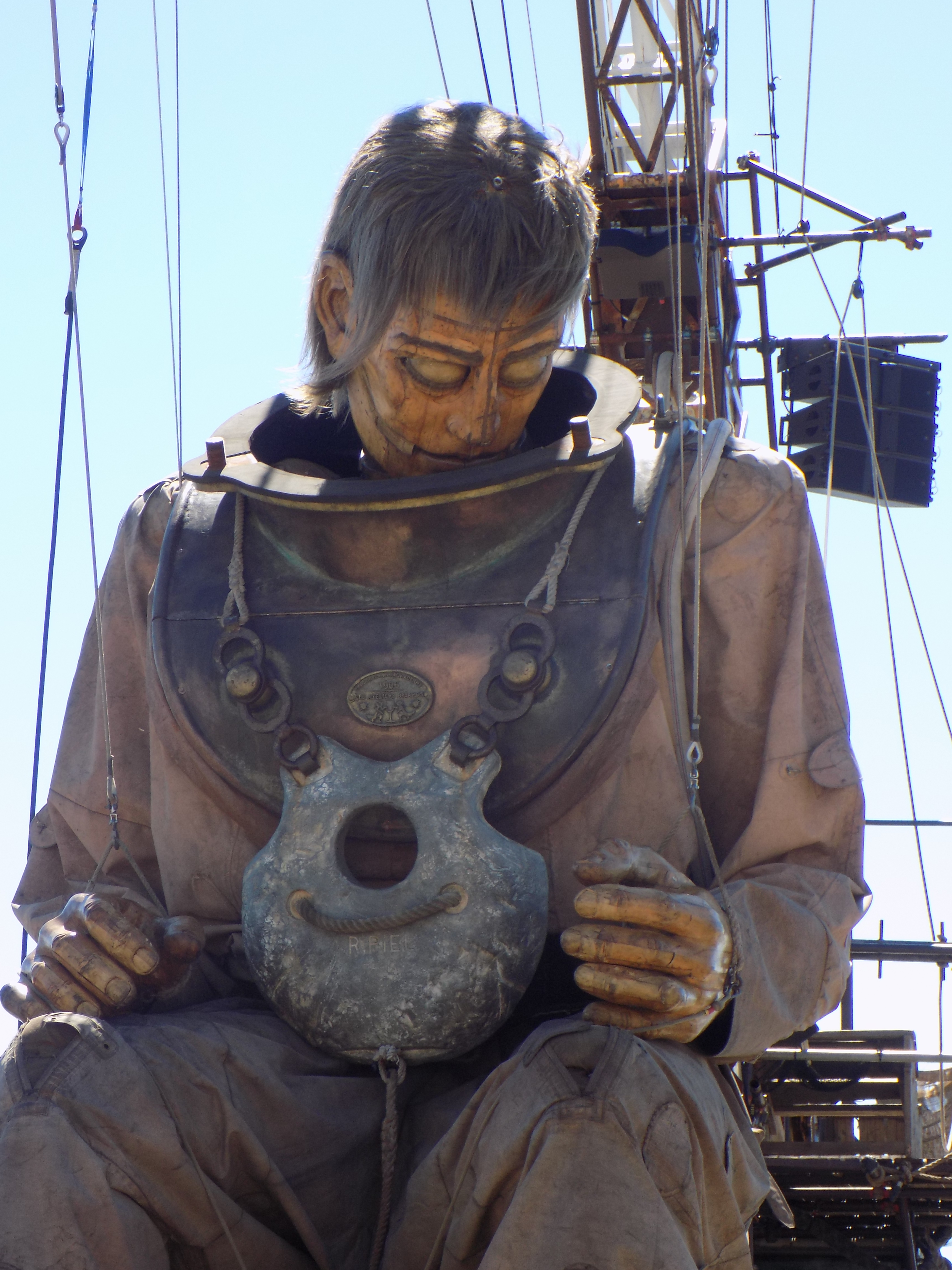
… en juillet 2017.
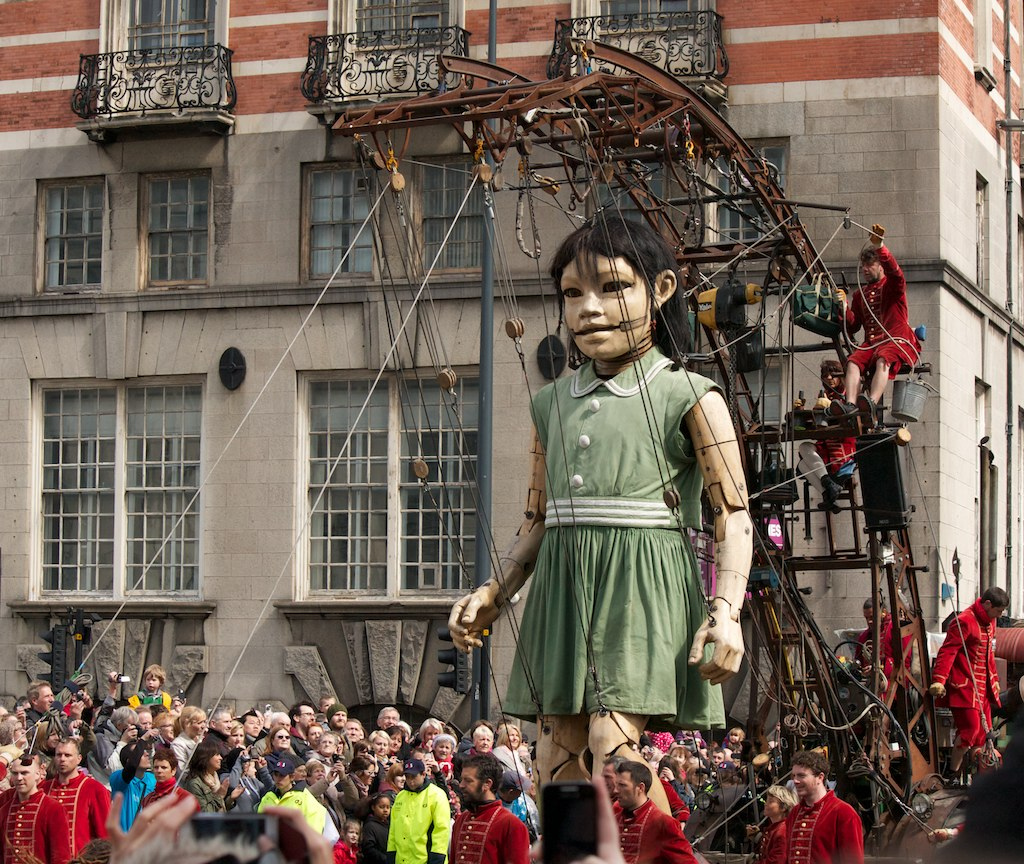
La Petite géante à Liverpool…
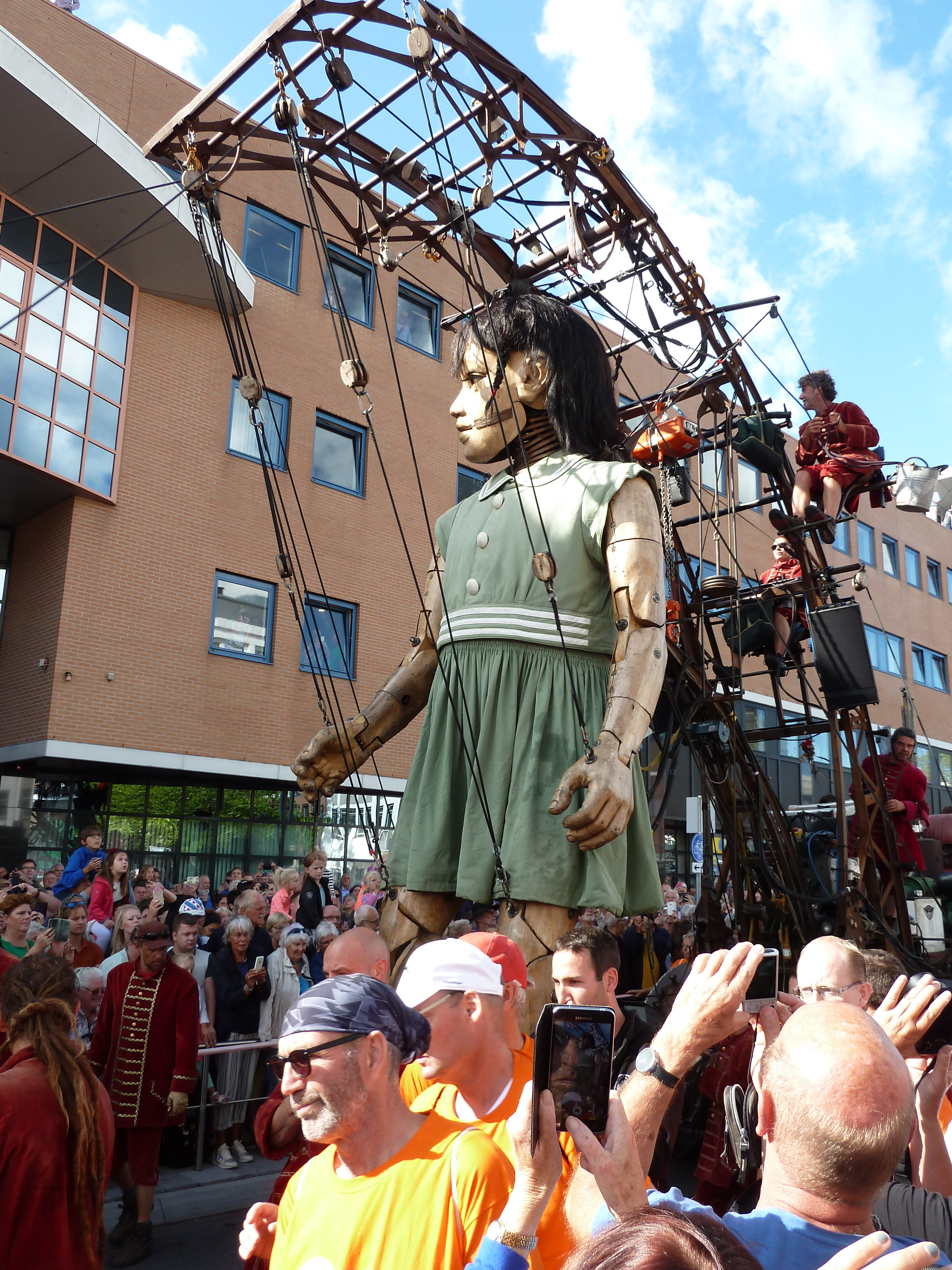
… à Leeuwarden.
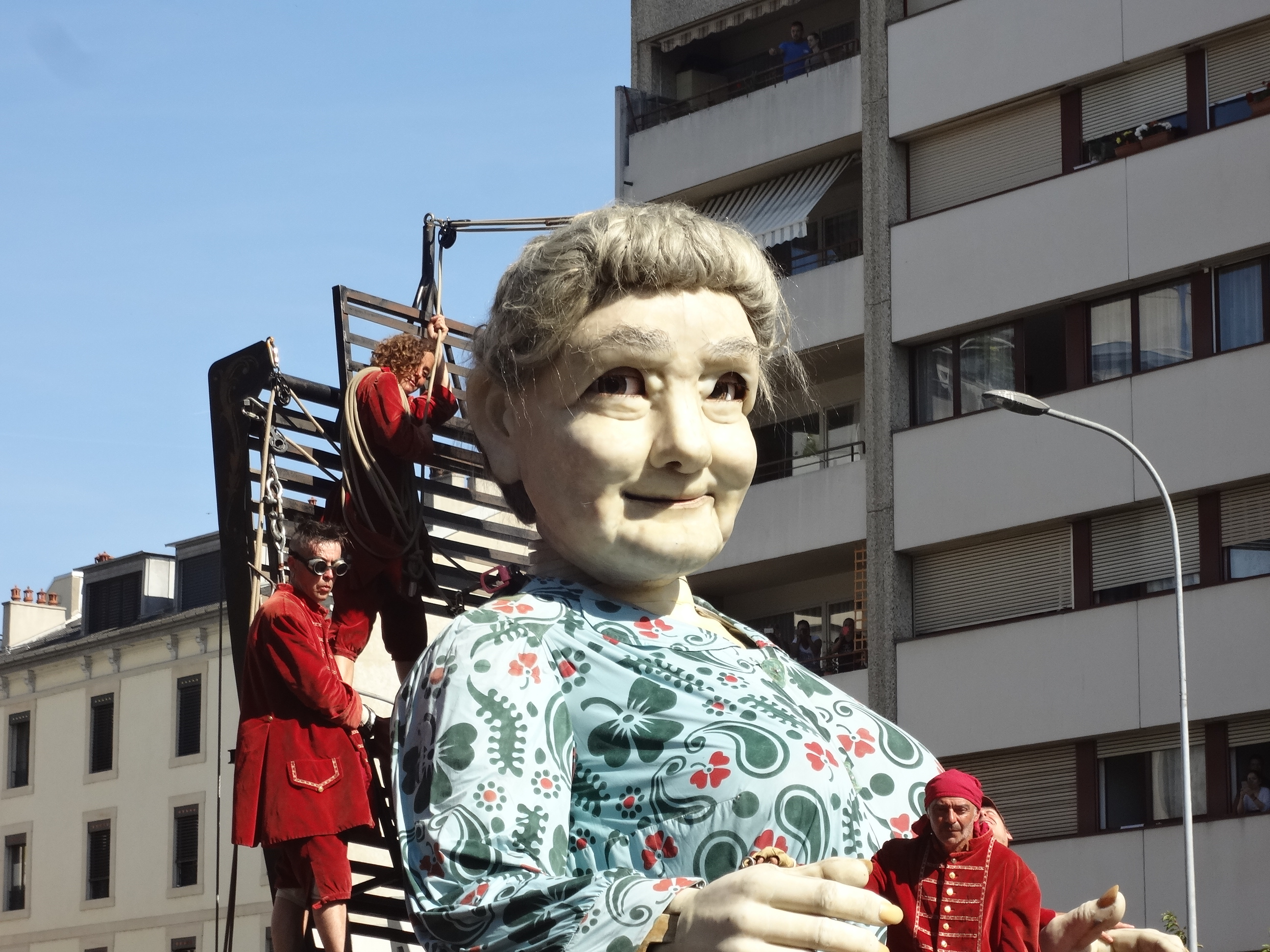
La Grand-mère à Genève…
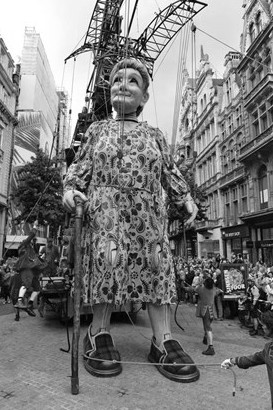
… et à Anvers.
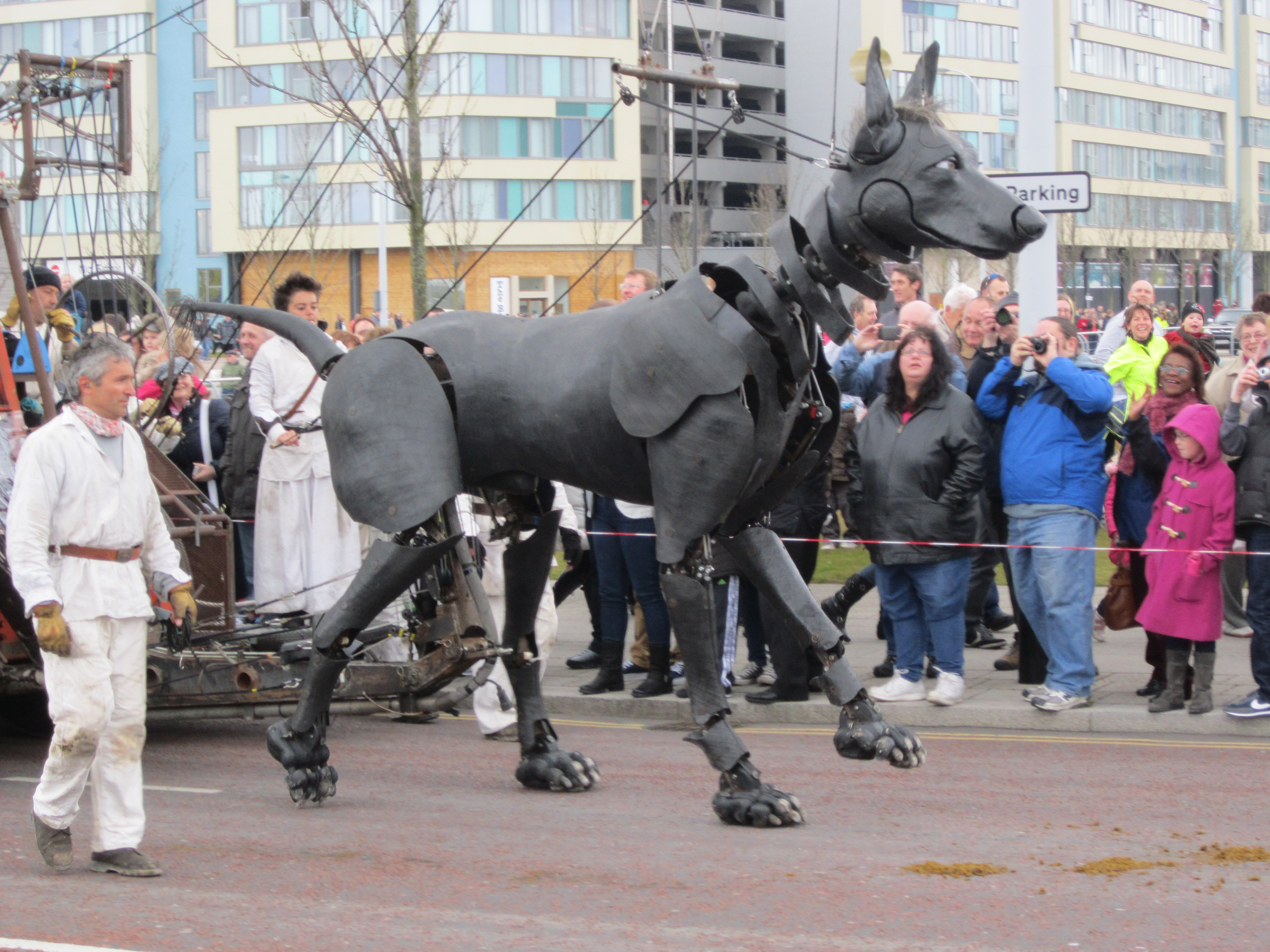
Xolo à Liverpool.
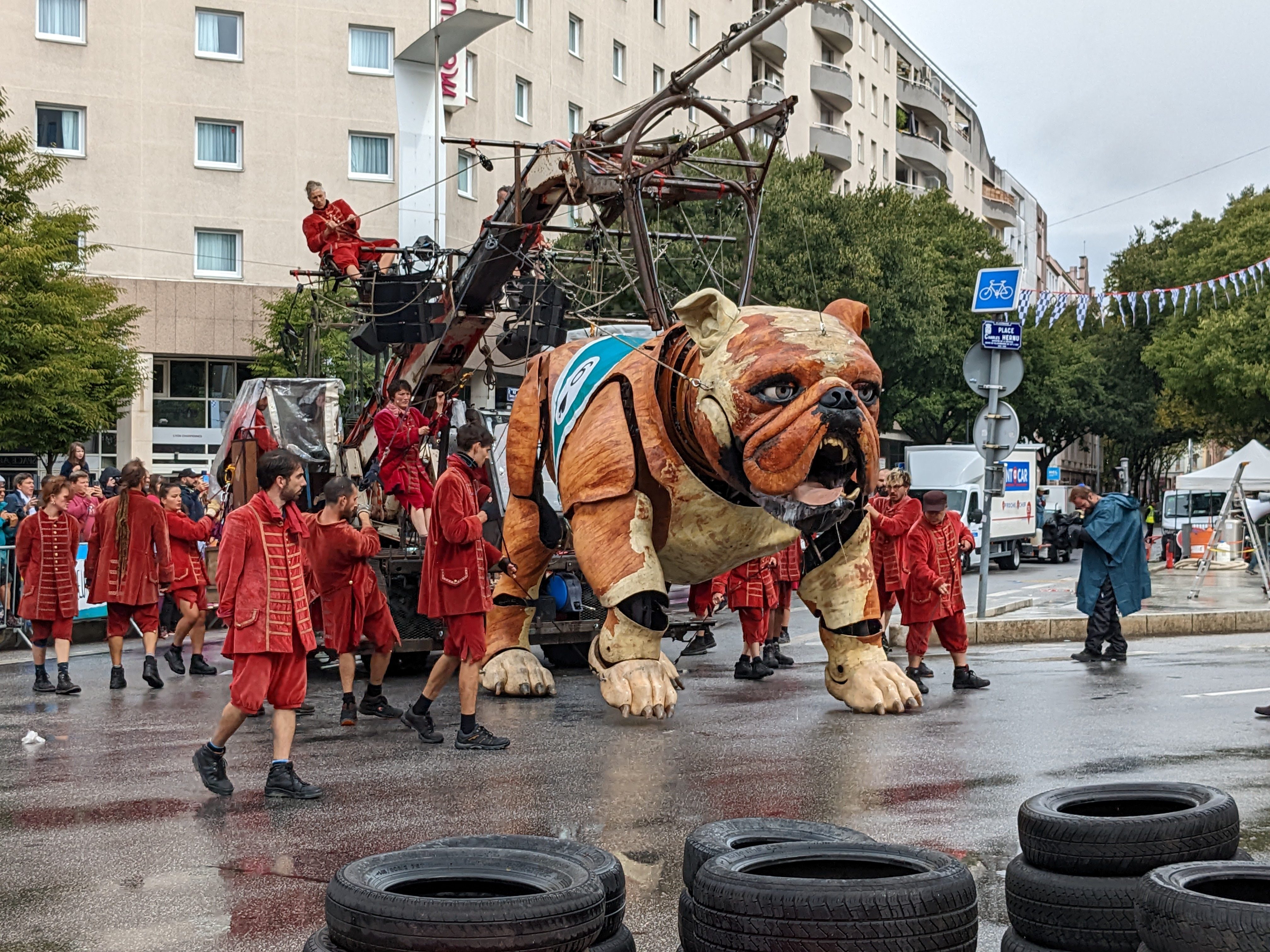
Bull Machin à Villeurbanne.

### DVD
- Michel Augier       Musique originales 2CD 1 DVD tous les spectacles
- Dominique Deluze, Royal de Luxe et le Mythe du Géant, Shellac Sud, 2006, 120 minutes
- Dominique Deluze, Les Voyages du Royal de Luxe, Shellac Sud, 2006, 200 minutes